# ウルトラマンダイナ
『ウルトラマンダイナ』（ULTRAMAN DYNA）は、1997年（平成9年）9月6日から1998年（平成10年）8月29日まで、毎日放送・TBS系列で毎週土曜日18:00 - 18:30ほかにて全51話が放映された、円谷プロダクション制作の特撮テレビドラマ作品、および作中に登場する巨大変身ヒーローの名称。
平成ウルトラシリーズの2作目であり、前作『ウルトラマンティガ』の続編である。放映直前当時のキャッチフレーズは「究極の爆発力! 熱い闘いを見ろ!!」。
劇場版・OV作品については、以下参照。
- 劇場版 『ウルトラマンティガ&ウルトラマンダイナ 光の星の戦士たち』（1998年公開）
- OV 『ウルトラマンダイナ 帰ってきたハネジロー』（2001年リリース）

## 概要
前作『ウルトラマンティガ』の最終回から7年後を舞台とした続編。ウルトラシリーズでは1979年以来初めて、テレビシリーズにおいての継続が決定し、世界観は継承しつつも登場キャラクターをほぼ完全に一新し、近未来に起こるであろう汎地球的な諸問題を解決した『ティガ』に対して、その次となる本作品では宇宙を舞台とすることとなり、新たな未来に希望を持って宇宙へと飛躍する人類の姿を描いた。また、シリーズを通して登場する敵、謎の生命体スフィアを設定している。
前作のSF要素の強いシリアスなドラマ作りに代わって本作品はポジティブな精神を意識して明るく楽しい娯楽性を徹底、怪獣の魅力とウルトラマンのパワフルさ、防衛チーム隊員同士の衝突と友情の人間ドラマを強調している。そのため、監督の小中も『ティガ』の延長線上ではなく、違うものを作りたいとしており、スーパーGUTSも隊長のワイルドな男臭い男性のヒビキを筆頭とした冒険野郎の集合体にしたいという。作劇観も『ティガ』が志のA級であったことに対し、本作品は心意気のB級という意識であるとしている。
スタッフによると本作品は、初代『ウルトラマン』のような作風を目指した、あるいは第2期ウルトラの破天荒な魅力を導入したものとされている。また、野球に例えたセリフやエピソードがシリーズ各所にちりばめられていることも一つの特色である。
当初の設定は、主人公が3人存在して、そのうちの知性派キャラと武闘派キャラの意識が変身道具に宿り、助言や喧嘩をするというものだったが、ティガとの差別化を図る意味で主人公を1人に絞り、3人の主役設定はタイプチェンジとして作品に盛り込まれた。主人公は特捜チームの一員として設定せず、風来坊がウルトラマンに変身して、旅の中で遭遇した事件を特捜チームとともに解決していくというロードムービーのようなストーリーだったが、視聴率や玩具の売り上げで高い数字を残し、ウルトラマン人気の復活を印象づけた前作『ティガ』の評価は高く、スポンサーであるバンダイ、講談社を交えた会議では、次回作が「ティガの延長でもいい」という意見も出された。『ティガ』は1年間の流れをもって3年の物語世界を完成させているため、それ自体で完成している『ティガ』の世界を壊さずに同様の世界観で新たなウルトラマンの物語を構築するには、タイムラグを置く必要があった。そこで、本作品の時代設定は、『ティガ』の物語終了から7年後の「2017年」に決定。物語のエッセンスやキャラクターの一部が引き継がれることになり、作品の最終的な方向性は固まった。
放映中には劇場版『ウルトラマンティガ&ウルトラマンダイナ 光の星の戦士たち』が公開され、以後のテレビシリーズでも劇場版が製作されるのが恒例となった。さらに2001年には『ウルトラマンティガ』『ウルトラマンガイア』と共にOV作品『ウルトラマンダイナ 帰ってきたハネジロー』が製作された。
音楽は前作に引き続き矢野立美が担当。楽曲は前作との差別化から主人公の性格に合わせ、明るい曲調となった。前作でオリジナル曲が少なかったため流用曲に頼らざるを得なかったことへの反省から、本作品では汎用音楽の他に必要に応じて各話ごとに楽曲が追加されることになった。そのため、楽曲の総数はシリーズ中トップクラスの多さとなり、テレビ作品ではシリーズ最多となる4枚ものサウンドトラックアルバムが発売された。ティガ関連のエピソードやティガに出演した俳優が本作品にゲスト出演した時には、ティガの音楽（または、そのアレンジ版）が使用されている。

### 備考
- 当初はティガの続編というコンセプトはなく、複数の脚本家がコンペ形式で提出したストーリー案のうち、長谷川圭一の案が採用されて、正式な続編となるよう設定が固められた[8]。
- 第1話や最終話3部作を監督した小中和哉は、アーサー・C・クラークのような世界観と、人類の進化の果てがウルトラマンであるというテーマを使いたいと考え、その提案に沿ったストーリー作りが行われた[8]。
- オープニングでは『ウルトラマン80』以来のシルエットによる表現が復活し、ダイナやスーパーGUTSのマークとメカニックが使われている。
- 本作品のタイトルは、1994年に円谷プロが『ウルトラマンネオス』と同時期に商標出願をしていた、『ネオス』の候補タイトルであり、その響きの力強さを毎日放送の丸谷嘉彦が買って決定したという[4]。

## 制作

### 脚本
本作のメインライターだった長谷川圭一は、主人公であるアスカ・シンを中心に物語を進めるよう注文があり、意識はしたものの、ダイナではバラエティーに富んだ話が多いことから、自分の脚本は宇宙を舞台にした話に絞ることを心掛け、宇宙で生まれたダイナは宇宙で終わらせるべきとの考えから、最終話三部作は全て宇宙を舞台にしたという。ただ制作現場からは、特撮班の手間が嵩むことから不評であり、宇宙を舞台にした話はプロットの段階でほぼ通らず、金星を舞台にした話のプロットも1クール目の時点で提出したものの、映像化は4クール目になった第44話だったことを明かして、王道モノに軌道修正した第15話のような脚本を書くことにしたと語っている。

## あらすじ
ウルトラマンティガの活躍で邪神ガタノゾーアは打ち倒され、世界に光と平和が戻ってから7年後の2017年。人類は宇宙開発に希望を求めて火星に前線基地を構築しており、ネオフロンティアと呼ばれる大航海時代を迎えた。
しかし、謎の生命体スフィアが人類の宇宙進出を阻むかのように火星基地を急襲。救援に飛び立ったスーパーGUTSの新人隊員でアスカ・シンは乗機を撃墜され、絶体絶命のピンチに陥る。その時、突如として現れた光とアスカは一体となり、ウルトラマンダイナに変身して地球と人類の危機に立ち向かうのだった。

## 登場人物

### スーパーGUTSメンバー
前作『ティガ』の旧GUTS同様、7人のエキスパートチームで構成されている。本作品のメンバーの特徴は、全員が明るい性格でウルトラマンダイナの情報に精通しているということである（ティガでは言及されなかったタイプの名称が、本作品では隊員たちを通して何度か登場する）。命令を受けた際のコールサインは「ラジャー」。
アスカ・シン
本作品の主人公。年齢22歳。宇宙空間で謎の光の中に消えていったアスカ・カズマを父親に持つ。自称「不死身のアスカ」。
物語開始時はエキスパート養成学校ZEROの訓練生として登場。卒業試験の演習飛行中に訓練機がスフィアとの戦闘で被弾し、宇宙空間で漂流していたところを、父親もその中に消えた謎の光（ウルトラマンダイナ）と一体化して奇跡的に生還を果たし、卒業試験中にリョウを撃墜せしめた実力を買われてリョウの推薦でスーパーGUTSに入隊。そして、初出動となったTPC火星基地付近でのダランビアとの戦闘中、初めてダイナに変身する。
第2話で光の力＝ダイナの力を授かったことに疑問を抱いたが、人を護れるならとすぐに迷いを振り切り、人類の未来を守るために戦う決意をした。
性格は無鉄砲かつ型破りで後先考えずに突っ走っていき、自分や仲間を危険に晒してしまうことも少なくないが、「絶対に諦めない」を信条としているため、どんな危機的状況でも決して諦めようとしない鉄の意思を持つ。その上、他人から呆れられるほど明るく前向き。しかし、本当は様々な想いを押し隠すためにあえて明るいように振舞っており、ヒビキ隊長に対しては怒られるあまり自分の正体をみせようとする未熟さがあった。当然そんなことをしようとしても光は答えてはくれず、ダイナへの変身は出来なかった。
そして、最終回でダイナであることを仲間に知られた際に、「照れ屋だから言わなかった」と言っていたが、再編集版の「ひかりへ」にて追加された放送版最終回でカットされたシーンでは、仲間にダイナであることを明かした後、自分がそれを知られたら皆が怯えて離れていってしまうのではないかと考えていたとリョウに吐露しており、そういう理由から周囲に隠していた。
かなりのお調子者で、物事、特に攻撃がうまくいくと「見たか、俺の超ファインプレー!」と口癖のように口走ってはすぐに敵に撃墜されることがしばしばある。
高校時代は野球部に所属していてエースピッチャーだと自負するが、一本気な性格が投球に出てしまい直球しか投げられず、本当のエースピッチャーはヒムロ・ユウサクで、控え投手だった。その上、逃げない性格が仇となってしまい敬遠をほとんどせずに、勝負に行き過ぎて打たれることも多々あったという。
母親については言及されていないが、劇場版での発言から、存命していると思われる。
最終回で、グランスフィアとの戦いの中で発生したワームホールに飲み込まれてしまうが、光の中で父親と再会を果たし、そのまま光の中に消えていった。
『ウルトラマンティガ&ウルトラマンダイナ 光の星の戦士たち』
モネラ星人の策略によってウルトラマンとして戦うことへの恐怖と焦りを植えつけられ、一度は信念に反して逃げ出してしまうほど追いつめられる。だが、仲間たちの存在と言葉の元、戦士としても、また「光を継ぐ者」としても、さらなる成長を遂げていく様子が描かれた。
元GUTS隊長イルマの導きによって『ウルトラマンティガ』の培った光に触れ、『ウルトラマンティガ』本編のダイゴが変身したものではない、人の光が生み出した「光の巨人」ウルトラマンティガと邂逅。その光を受け継いだ。
『ウルトラマンティガ THE FINAL ODYSSEY』
ラストシーンで、4年前のTPCの作業員時代に宇宙港の通路でマドカ・ダイゴ（ウルトラマンティガ）とすれ違っており、その際にダイゴから「光を継ぐ者」と見抜かれているかのような描写が存在する。スーパーGUTSの登場人物の中で、唯一セリフがない。
本作品の最終章でゼルガノイドとの戦いで傷ついて火星を彷徨っていたところを、ダイゴに助けられてウルトラマンの力を持つ者としての心得について伝授される。
『大決戦!超ウルトラ8兄弟』
本作品とは別世界のアスカが主人公の一人として登場。この世界のアスカはダイゴや高山我夢と幼馴染で、ピッチャーとしてプロ野球選手になる夢に挫折して横浜スタジアムのボールボーイの仕事をしている。終盤、本来の世界の自分と同調することでリーフラッシャーが出現し、ダイナに変身した。
『大怪獣バトル ウルトラ銀河伝説 THE MOVIE』
光の中に消えていった後の行方は長らく不明だったが、別宇宙（M78星雲のウルトラマンたちが存在する世界【M78ワールド】）で旅を続けていたことが判明。
危機に陥ったZAPの面々を救った後は怪獣墓場のレイの元まで送り届け、そのまま現地のウルトラマンたちと共闘し、事態を収拾した。事後にはZAPを元の宙域に送り届け、再び旅立った。
『ウルトラマンサーガ』
光の中に消えてから15年の月日が流れている。歴史の教科書にも載るほどの「伝説の英雄」になっており、彼を称えた「アスカ記念日」が存在する。
様々な宇宙を旅していた途中、バット星人の実験場となった別宇宙の地球フューチャーアースに初めて現れたウルトラマンとして、絶望的な状況にとり残されたチームUと子供たちの尊敬と信頼を一身に集め、心の支えとなる。ハイパーゼットンを食い止めるために身を挺し石像化してしまったが、後に駆けつけたウルトラマンゼロや、ゼロと一体化した同じ宇宙出身のタイガ・ノゾム、ウルトラマンコスモス＝春野ムサシの協力、チームUの活躍で復活。共闘、さらに融合してウルトラマンサーガになる。事後は、スーパーGUTSの仲間たちにタイガの無事と自身のメッセージを伝えるために元の世界に一時的に来訪したが、帰還はせずに、どこかの宇宙に飛び去った。
血気盛んで無鉄砲だったテレビシリーズ当時とは違い、熱い部分はそのままに、落ち着いて大人びた雰囲気となっている。つるの剛士が「アスカは何百年も宇宙を旅してきたのではないか」という解釈のもと、テレビシリーズ当時より成長していることも踏まえて設定として取り入れた。第26話でカズマから送られた言葉もしっかりと息づいており、その言葉もタイガに告げている。
『ウルトラマンオーブ THE ORIGIN SAGA』
王立惑星カノンに迫る危機を察知し、救援に駆けつける。そこで出会ったガイ＝オーブに、先輩ウルトラマンとして、ウルトラマンのあるべき姿を説く。テレビ版の単純な性格から比べてかなり大人びた雰囲気に成長しており、ジャグラーとの対戦にガイが手を抜いたことを見抜いたことや、ガイの甘さを指摘している。そして、支援のためにムサシ＝コスモスをカノンに招集し、地球では我夢＝ガイアや藤宮博也＝ウルトラマンアグルと共闘した。
- 登場シーンでは、監督から「ラジャー！」を言ってほしいと言われたが、つるの本人の意向で今のアスカではそんな感じではないと思ったため、イメージを変えて、つるのなりの人物像で演じたという。

ヒビキ・ゴウスケ
46歳。暖かい目で隊員たちを見守る豪放磊落な良き隊長で、命令違反した者やだらけた者には大声で「バカモン！」と怒鳴り、容赦しないがコミカルな面も多々見せる。隊内唯一の既婚者であり、娘が1人いる。
かつては警務局隊員で「TPCの荒鷲」という異名で呼ばれていたことがあるらしく、その時期に霧門岳でのゴルザ（強化）との戦い（『ティガ』第18話）で同僚のワシズ隊員を失っている。
娘との関係はうまくいっていなかったが、後に和解する。また、先述の霧門岳でのゴルザの事件以降、「あしながおじさん」として孤児を支援している。
入隊当初から問題児のアスカを自分の若いころと重ね合わせており、第43話や第47話などの他、含蓄ある言葉でアスカを諭したことが何度かある。彼に大切なことを気づかせる役割を果たす。
また、劇場版で旧GUTS隊長TPC参謀のイルマ・メグミと共にアスカの正体に気付いていることが示唆されており、本編最終章では自分の口を通してアスカがダイナであることをリョウ以外の隊員たちに教えた。また、見た目には似合わず、ウサギ型の室内スリッパを愛用している（第19話）。
- 「バカモン！」という台詞は木之元自身が提案したもので、知的な雰囲気を漂わせる隊長ではなく、チームの大黒柱となる昭和の親父として、暑苦しい親父をイメージしながら演じたという。

『ウルトラマンティガ THE FINAL ODYSSEY』
訓練学校ZEROの教官であり、ヨシオカ・テツジ警務局長官の命令で、後にスーパーGUTSとなる3人の訓練生を率い、シビトゾイガーに追い詰められたアートデッセイ号を援護するために登場。この際、テレビ本編第36話でムナカタと行ったのと同じやり取りを、立場を逆にして行っている。
『大決戦!超ウルトラ8兄弟』
本作品とは別の世界のヒビキが横浜ベイスターズ監督として登場。
『ウルトラマンサーガ』
TPC総監の職に就いている。「アスカ記念日」について演説を行っている様子が火星基地に立体映像として映し出されている。

コウダ・トシユキ
32歳。最初は一隊員だったが、ヒビキの信頼も厚く、本部に隊長が残る場合に前線での陣頭指揮を執ることが多く、第34話のバゾブ戦での功績を機に隊長不在時の決断力や指揮能力が評価されて正式に副隊長に昇格した。
副隊長らしく揉め事を嫌い、温厚な人柄かつ冷静で率先力もあるが、第21話ではアスカと一緒にだらけていたり、劇中でアスカと衝突したことも何度かある。アスカと「熱い者」同士でくくられたこともあり、リョウに「アスカに付き合ってるとバカが伝染りますよ」と言われるなど、アスカとはウマが合い、巧みに暴走する彼を収めるなど何かと仲良くやっている。趣味がオペラ鑑賞という設定があり、そのせいか時々かなりキザなことを言う。また、なぜか第30話ではけん玉の練習をしていた。普段は感情を出さず、怒るタイプではないが、仲間を侮辱する者はたとえ上官であろうと許さず、第26話ではマイに責任を擦り付けたエジリに感情的になって掴み掛かった。
元GUTS副隊長のムナカタに憧れており、入隊試験で一度会ったこともある。
『ウルトラマンティガ THE FINAL ODYSSEY』
アートデッセイ号を援護するためにシビトゾイガーと戦う訓練学校ZEROの訓練生として登場した。既に副隊長の片鱗を見せており、リョウとカリヤを鼓舞した。
『ウルトラマンサーガ』
TPC宇宙開発局参謀の職に就いている。

ユミムラ・リョウ
27歳。TPC内でもその名が知られるエースパイロットで、勇ましい女性隊員。凛とした印象を持つ行動派で才色兼備だが、怒らせると口より早く手が出たりとどんな男も黙らせる非常に勝気な性格。しかし、人間関係には律儀で、根に女性らしい部分も持ち合わせる。仕事とプライベートはきちんと分別をつけており、任務中は私情を挟むことはない。第18話では校長が黒幕だと気づいたり、第31話では闘うダイナ（ニセダイナ）の様子を訝るなど、洞察力も高い。
歴代ウルトラマンの防衛隊隊員では珍しく機体搭乗時にサングラスをかけることがある。ネオフロンティアの知識の一環としてオカルトにも精通しているが、そのオカルトが絡むエピソードでは災難に見舞われることが多い。第18話ではその広い知識を役立て、事件解決に繋げている。元GUTSのシンジョウに憧れている。後輩思いの面もあり、マイを傷つけた者に対して憤りを隠さず行動したり、第26話では、泣き言を吐くマイに平手打ちし叱咤激励をした。
少女時代から男勝りな性格で幼なじみのヒラオをいじめていた友人・ゲンタを殴ったこともある。
テレビ第28話でマイと「両親から送られた見合い写真」について話している場面があるが、小説『平和の星・ジ・アザー』では、事故で両親を失い親戚に引き取られた過去を持つことが描写されている。
生意気で暴走が目立ち、型破りだがバイタリティ溢れる行動を取るアスカに呆れ、度々衝突していたが、戦いを通じて互いに認め、次第に惹かれ合うようになり、友人以上、恋人未満の微妙な関係であり、アスカがダイナであることを（劇場版の時点で勘付いていたイルマ・ヒビキを除いて）最初に知った人物でもあり、最終回でも「アスカは帰ってくる」と誰よりも彼を信じていた。
『ウルトラマンティガ THE FINAL ODYSSEY』
コウダと同じく、GUTSの援護に来た訓練学校ZEROの訓練生として登場した。
『大決戦!超ウルトラ8兄弟』
本作品とは別の世界のリョウがヒロインの1人として登場。
『ウルトラマンサーガ』
スーパーGUTSの隊長に昇格している。型破りなタイガに手を焼きつつも、かつてのアスカの面影を感じ、彼と同様の可能性を感じている。

カリヤ・コウヘイ
28歳。スーパーGUTS随一の射撃やサバイバル戦の名手であり、考古学にも精通している隊員。あまり珍事に動じない物腰で常に冷静で真面目な性格だが、ヘッドフォンで音楽を聞きながら誰もいないところで一人ノっていたり、時折リョウを怒らせるような失言をして殴られたりもする。
カッチリと固めた「カリヤヘア」と呼ばれる特徴的なその髪型は逆さになってもセットが乱れない。第30話では他の隊員がみんな鞠つきやけん玉で遊んでいる中、一人だけ考古学書を読みふけっていたりと人一倍学究精神が強いロマンチストな面を持つが、その真面目な性格が仇となってか、危険な目に遭う場面が隊員の中でもかなり多い。また、つい口をすべらせてしまうことも多く、これでリョウに一度派手に殴られた恐怖から、彼女のことは少し苦手気味。アスカと同じく敵に撃墜される回数が多い。敵に情けはかけないようだが古の歴史をもつ生物には保守的で、第21話や第28話などではそれが顕著に見られた。特に後者では、ギガンテス駆除を実行しようとしたソウチーフに憤怒するなど、珍しい一面を見せた。
コーヒーが大好物で銀のマグカップを愛用する。また、サバイバル戦も得意としているらしい。
『ウルトラマンティガ THE FINAL ODYSSEY』
コウダ、リョウと同様にGUTSの援護にシビトゾイガーと戦う訓練学校ZEROの訓練生として登場した。このころからリョウに余計な一言を言ってリョウの機嫌を損ねる描写がある。
『大決戦!超ウルトラ8兄弟』
本作品とは別の世界のカリヤが登場。ウルトラマンティガとウルトラ4兄弟の登場時に一般市民として姿を見せている。
『ウルトラマンサーガ』
スーパーGUTSの副隊長に昇格している。隊員時代に愛用していたTPCの備品のマグカップを変わらず使っているようである。

ナカジマ・ツトム
メカの調整や科学分析担当の隊員。29歳。大食いでドジなところもあるが、いざとなれば身を切る決断を下す勇気を持ち合わせ、やる時はやる使命感の強いタイプ。慎重な理論派で、徹底的に疑問に向き合い、調査するなど基本的に有能だが、自分の知識内でしか物事を判断できなかったり非常識なことが起こると動揺して思考停止してしまう。比較的怖がりで、困ったことがあると好物のフライドチキンを大食いするのが癖。
「矛盾」という言葉を極端に毛嫌いする。研究熱心なカリヤとは通じるところがあるらしく、カリヤのことをたまに「カリヤちゃん」と呼ぶ。危険なことには極力手を出さない質で、メラニー遊星で危険性の高い洞窟を調査するのを拒んだり、年下だが気の強いリョウに頭が上がらなかったりする。主にβ号の後ろの座席で、参謀役をこなすことが多い。
優秀な科学者だったが収入に無頓着な父親のため幼少時に苦労しており、そんな父親を軽蔑して「人に認められる科学者」を目指していた。しかし最終回では「俺が今こうやって頑張っていられるのは親父のおかげ」と父親を認める言葉を語る。主に生物学、宇宙物理学、行動心理学に精通している。趣味は釣り。
『ウルトラマンティガ THE FINAL ODYSSEY』
TPC極東本部基地の分析セクション所属の科学者で、突然の空の異変に驚くシーンに登場する。
『大決戦!超ウルトラ8兄弟』
本作品とは別の世界のナカジマが登場。ウルトラマンティガとウルトラ4兄弟の登場時に一般市民として姿を見せている。
『ウルトラマンサーガ』
スーパーGUTSの科学班主任に昇格している。テレビシリーズ最終話でアスカに語ったように「人に認められる科学者」として様々な研究活動を行い、現在は闇に消えたアスカに追いつけるようにと時空移動を可能にするネオマキシマ新型機の開発を進めている。

ミドリカワ・マイ
18歳。ダイナの名付け親。第32話によると、出身は愛知県。身長153センチメートル。スーパーGUTSの最年少隊員で、コンピュータープログラムに精通しており、司令室で情報分析や通信を担当する。自称「スーパーGUTSのスーパーレディ」で、自分がかわいいと思っている。十代後半ながらスーパーGUTSの一員ということで実は隊員中一番のエリートだが、年齢が若すぎることで軽んじられることもあったが、子供扱いされることに強い抵抗感をもつ。弟が一人いる。第31話からはショートカットになった。
序盤では年齢相応の女の子らしい部分が裏目に出ることもあったが、自分の意見は最後まで通す芯の強さも持っている。
第26話では、危険な作戦に際し泣き言を言うも、リョウに平手打ちと叱咤激励されたことにより勇気を振り絞り、人類を勝利に導く活躍をする。スーパーGUTSの戦士として一皮むけたようである。
ミーハーで、気になる男性の誕生日を全て暗記しているという。また大層惚れっぽく、作中では数々の男性（異星人も含む）や、ラブモスというロボットにも惹かれていた。年齢が近く、友人のように接し、気の合う凸凹コンビであったアスカにも淡い好意を抱いていたようだが、あまり進展することはなかった。自らをスーパーGUTS隊員に推薦し、旧GUTSのメンバーであり防衛チームのオペレーターとしての先輩であるヤズミ・ジュンと顔を合わせた際は飛び跳ねるように喜ぶ場面がある。
『ウルトラマンティガ&ウルトラマンダイナ 光の星の戦士たち』
同作の制作がテレビシリーズ放映の初期の時期だったため、アスカとの関係がクローズアップされ、ヒロイン的扱いになっている。ネオマキシマ砲の犠牲となり重傷を負う。クィーンモネラとの決戦が終わった後に回復した。
『ウルトラマンティガ THE FINAL ODYSSEY』
まだ中学一年生であり、ナカジマ同様突然の空の異変に驚くシーンに登場する。
『ウルトラマンサーガ』
スーパーGUTSのメンバーでは唯一登場していないが、小学館『ウルトラマンサーガ超全集』では教官としてタイガ・ノゾムの才能を見出したことが記述されている。

### その他の登場人物
タチバナ社長
ジオフロント社社長。子供のころは蟻を観察するのが好きだった。ネオフロンティア時代を迎えて、宇宙開発に力が注がれている世論の中で、今一度自分たちの住む地球を見てみようと地球の地下の開発を進めるジオフロント計画を進める。
ジオシティ建設を始めた矢先にダイゲルンの出現で工事の中断を余儀なくされ、PWウェーブの停止を要請したスーパーGUTSに逆恨み的な感情を持つ。現場を訪れたアスカとコウダを拘束し、ダイゲルンを追い払おうと自らPWウェーブを最大出力で再発射するが、かえって暴れだしてしまう。アスカと同行した秘書のユキナと共にダイゲルンによって崩れたビルに閉じ込められるも、ダイナにユキナ共々救助され、ジオフロント計画をまた一から始めることを決意する。
ヒムロ・ユウサク
アメリカメジャーリーグの「ニューヨーク・ナイツ」に所属する投手。映像を見る限りは、右投げスリークォーター。アスカとは高校時代のチームメイトで、本当はアスカではなくヒムロがエースであった。内角高目のストレートを見せた後の外角低目のフォークで打者を打ち取る投球術が持ち味。
高校時代から神童ぶりを発揮していたようで、メジャー1年目にその投球術で15勝をあげて「マジックヒムロ」の異名をとるが、2年目に「ダイヤモンドバックス」に所属する昨年の本塁打王に頭部死球を与えてしまい、それ以降内角高目のストレートが投げられなくなり、勝ち星が減っていた。
日本に帰国し、そのまま引退を考えていたが、アスカの説得に迷いを捨て、メジャー復帰を決心。ダイナにウルトラフォークを伝授し、シルドロン撃退に貢献した。S-GUTSの面々と野球をした際には、フォークで時速150キロを計測している。
ビルの警備員
フォーガスに乗っ取られたビルの警備員。第46話にも再登場した。
『ウルトラマンガイア』、『ウルトラマンコスモス』にも登場し、第46話や『ガイア』に登場した際にはフォーガスの名前まで口にしている。
吉村 由香（ヨシムラ・ユカ）
住んでいたマンションを怪獣に破壊され、両親や親友を一度に亡くしてしまった少女。同じような境遇の子どもたちが入っているカトレア学園に入園している。
檻に入っていた小動物ギャビッシュを発見し、友達になろうとする。その後、ギャビッシュ共々TPCに保護され、ギャビッシュのテレポートで基地を脱出。しかし、本性を現したギャビッシュに捕らえられ、救助に来たダイス星人と共に脱出する。ギャビッシュ撃退後、一人で生きていけば寂しい思いをしないで済むと考えるが、アスカに人間は一人では生きていけないと論され、園長と共に学園へ帰っていった。
ふるべ村の住人たち
バオーンの影響で耳の遠い乙吉（おときち）老人以外の住民が一時眠ってしまった。しかし、バオーンは特に破壊活動をしたわけではなく、時間がゆっくり流れる村ではいつ眠らされても大きな支障がなかったため、ダイナに連れて行かれるバオーンに「また来いよ」と見送った。
ムスタファ・アリ
アラスカから来た動物学者で、怪獣とのコミュニケーションの取り方を研究している。バオーンをアラスカに連れて帰ろうとするが、ナカジマ発明の声変わりを装着していなかったためバオーンの声で眠ってしまい、起きたのはバオーンが地球を去った後だった。
アキヅキ博士
カリヤの学生時代の恩師で、地上絵の研究をしていた。ゼネキンダール人を誤って現代に復活させてしまい、妻のキヨミと娘のショウコ共々捕まってしまうが、カリヤとリョウによって救助された。事件解決後は、地上絵の研究を再開した模様。
遠藤 武
嘘つきとして近所で有名らしいが、実際は嘘ではなく勘違いだったというパターンが多い。かんしゃく球やパチンコ玉を所持しており、特にかんしゃく球に関しては自分のことをからかった2名の友人への仕返しや、ミジー星人（特にカマチェンコとウドチェンコ）を慌てさせるための手段として使用された。
ミジー星人の計画をいち早く察知したが、日頃の行動で誰にも信じてもらえず、自らミジー星人のアジトに乗り込むが、捕まってしまう。
最後の最後で親に正直な子になると言ったものの「ウルトラマンダイナはオレが変身する」という大嘘をつき、アスカは「全然反省しとらん」と呆れていた。
- 第13話の監督・特技監督を担当した北浦嗣巳によれば、当初は気弱な少年という設定にする予定であったが、北浦は「最後に改心してしまうとどこか面白くないだろう」と思い、また「子供は子供らしく日々を生きる方がたくましくて良いのでは」と考え、最終的に嘘つきの少年という設定に変更した。

宇宙人の霊
イシリスに全滅させられた種族の3人で、イシリスを相討ちで撃破するも、カリヤによってイシリスが現代に復活してしまい、彼らはカリヤに同行していたシマダ、イガラシ、ニシの研究員3名に憑依する。
最初は侵略者として扱われるが、真相を知ったスーパーGUTSに協力し、イシリス撃退のヒントを与える。映像中にはないが、イシリスがダイナによって倒された後3人から分離して成仏したという。
ホンジョウ・エリカ、ヒロカワ・ユウキ、クノ・ミズキ、ナガセ・サヤ
聖南女子学園の女生徒。
ビシュメルに授けられた黒魔術で自分たちの怨んでいる人間を次々消していった。その憎しみはビシュメルの力になっていたが、どうやら彼女たちもそれは承知の上だった模様。
元々はエリカ・ミズキ・サヤの3人で黒魔術を行っていたが、リョウとアスカを消すのに失敗したのをきっかけに、先輩に目をつけられて部活動に参加できなかったユウキを勧誘して4人体制となった。しかし、元々黒魔術に反対していたユウキの説得で、他の3人も黒魔術を捨てた。ビシュメルに苦戦するダイナを見て、黒魔術に使用していた魔法陣を封印。ビシュメルを大幅に弱らせた。その後は4人そろって仲良く学園生活を楽しんでいる。
アオキ・ハルチカ
前作に登場したアオキ・タクマの実弟。亡くなった兄と同じでレーサーを志している。姑獲鳥の攻撃を受けるが、魂となったタクマに救助される。
たっちゃん（辰雄）&みのっち（実）
ラセスタ星人である少年・岸悟の地球での友人。悟に同行していたためスーパーGUTSに目をつけられてしまい、それを逃れるために時代錯誤で逆に目立つ変装までやってのけた。
悟が旅立った後に、たっちゃんは宇宙飛行士に、みのっちは科学者になって宇宙船を作り、共に悟に会いに行くことを誓った。
綾野 塔子博士
モズイの青銅板の解析を担当する考古学者。美人で秀才だが、リョウの学生時代の先輩ということもあって多少気が強い。
蘇ったモズイに襲撃され、意識不明の重体に陥るが、その後意識を取り戻し、リョウに「お見舞いはカニ」という伝言をマイを通して伝える（モズイに襲撃されて食べ損ねていた）。
ハラシマ・サオリ
ハラシマ主任の小学生の娘。
タイチ少年
どこにでもいる一般のゲーム好き少年の一人。怪獣コロシアムの大会で優勝し、商品として送られてきた新たなゲーム（マインドコントロール装置がついていると思われる）のせいで、自分の愛獣であるデマゴーグを現実世界で操り、ダイナと戦わせ、追い詰めることになる。リョウとナカジマに救助され、デマゴーグは制御を失い、敗れる。
ミカミ（三上 秀男）
賃貸アパートの家賃を半年滞納している脚本家。『厳海超人タラバマン』（架空の特撮作品）の脚本『地球無条件降伏』で没を食らったが、その脚本を見たミジー星人に素晴らしいと評価され、滞納家賃を立て替えてもらう（その結果、星人たちが金欠になる）。ミカミ自身は彼らの素性を知らずに「侵略の脚本（シナリオ）」を書くことになる。当話の最後で、ダイナに敗退した星人たちを自身の口利きで宇宙人役で上記作品の撮影に参加させている。
『ウルトラマンガイア』にはこの「タラバマン」の続編と思われる番組「エターナルタラバマン（コスチュームが某美少女戦士風になっている）」の番宣ポスターが随所に登場。
クドウ・ナツミ
カメラマン志望の少女。TPC基地内の案内を渋るアスカにさっき撮影した彼のパトロール中の昼寝写真を週刊誌に載せると脅迫する。
カメラマンを目指しているだけに観察力は鋭く、ファイティングスタイルの違いから偽物と本物のダイナの差にいち早く気づく。
ダイナとニセダイナの決戦では、手も足も出ないダイナにあきれる周辺住民を論し、ダイナを皆で応援。ダイナの逆転勝利に貢献した。ダイナの正体に気付いたようである。
ハスミ・カオル記者
週刊誌の記者。アルファ・スペリオルの完成会見の翌日にヒビキ隊長の娘のソノカに会い、調査の依頼を受ける（調査内容はソノカの項を参照）。
ソノカ、ヒビキ、アスカと共にナルチス星人に拉致されるが、他のスーパーGUTS隊員に救助される。完成直前のメノーファに鉄パイプを投じ、結果的にその鉄パイプの刺さった部分が弱点になったため、メノーファ撃退に貢献する形になる。メノーファの弱点伝達の際、電波法を違反したが見逃してもらえた模様。
前作『ティガ』に登場したジャーナリスト、オノダ・タケヒコとも親交があるらしく、行きつけのバーには2人で飲んでいる記念写真も飾られているが、オノダはGUTSに対して好意的であったのに対し、ハスミはスーパーGUTSに批判的であるという点で異なる。
また彼の仕事場には、旧GUTSが活動している様子の写真やウルトラマンティガが怪獣と戦っている時の写真が飾られている。劇中、かつて妻と娘がいたような描写があるが、現在は1人で事務所に住み込んでいる。
ソノカ
ヒビキ隊長の娘。とある不良グループ「ローラーキッズ」のメンバーで、リーダーのショウとは恋人のような関係になっている。自分以外のメンバー全員がある日突然真面目になったことで何かあるのではと、ハスミの元へ捨てられていた猫の「ステラ」を伴い調査を依頼。しかし、「まじめになったのならそっちの方がいいじゃないか」と調査を中止されたため、ステラをハスミの事務所に残し、単独で調査を開始する。
そして原因がD7倉庫での肝試しにあることを突き止めハスミを呼び出すが、彼が到着する前にナルチス星人にマイナスエネルギーを吸い取られてしまう。ハスミとそこに現れたヒビキに謝辞を告げるが、ステラを避けたために変わり方が普通ではないとハスミに察知される。その後、星人に拉致されるが救出され、事件後は元の不良に戻ったショウたちと共にバンドを結成する。
ショウ
ソノカの所属する不良グループ「ローラーキッズ」のリーダー。他のメンバー同様、一時期、真面目になったが後に不良に戻る。
ホリイ・ツグム、ホリイ・ミライ
前作で結婚したホリイ・マサミとミチルの子どもで、ツグムが長男、ミライが長女。両者とも父親同様に関西弁で話す。
六甲山に母のミチルと観光に来たところにジオモスが襲来。ダイナの敗北を目の当たりにする。その後、アスカが紛失したリーフラッシャーを大阪湾で見つけ（さすがに「人間がダイナに変身するためのアイテム」だとは思わなかったが、「ダイナにとって大切なもの」だとは認識した）、釣り人の網を借りて回収し、ミチルの元から抜け出してKCB（テレビ局）のヘリに便乗して大阪城付近に現れたネオジオモスを発見。地上に降りて偶然出会ったアスカにリーフラッシャーを手渡し、追いかけてきたミチルと合流後にダイナの勝利を見届け、任務にあたっていたホリイとも大阪城大手門前にて合流した。
ホリイ・マサル
ホリイ・マサミの兄。ミチルの義兄であり、ツグム、ミライの伯父にあたる。神戸に怪獣が襲来したことから、ミチル一家に避難するよう勧める。ミチルを「マサミに劣らぬ頑固者」と評したが、自身も結構頑固者。
ニシオカ
廃品回収20年の大ベテラン。廃品回収会社で生活を営んでいるが、集めたゴミがユメノカタマリになってしまう。
センセー（柳瀬）
ニシオカが回収した廃品が置いてある土地に住んでいる。彼曰く、ゴミの気持ちがわかるらしい。
謎の男
話の冒頭に街中で「怪獣ブンダーが来るぅ〜」と叫んで気絶し、TPCメディカルセンターに保護される。しばらくは意識不明の状態だったが、物語終盤で目覚め「ぶ・た・い」という言葉を事件究明にあたっていたカリヤとマユミに伝える。
鳴海 浩也（ナルミ・ヒロヤ）
現実世界を演劇空間に見立てて自らが演出することを求めた狂気の劇作家。
カルト的人気を誇ったが、自作「怪獣戯曲」の終幕を公開しないまま失踪している。自らの妄想で現実世界を満たすために、自らの錬金術でブンダーを生み出した。
終幕を封印した真相は、その類稀な想像力をもってしてもウルトラマンダイナが駆けつけてブンダーを倒すという大団円しか思い浮かばなかったためだった。鳴海はこれを気に入らず、ブンダーが人類を滅ぼしたところで戯曲が完結することを求め、部下の劇団員と共に直接アスカに罠を仕掛けてダイナの出現を妨害した上で、ブンダーを出現させて暴れさせた。
しかしカリヤたちが、セリフの中に隠されていた言葉と伏線から真の結末へと辿り着いたことでダイナが出現してしまい、ブンダーは敗れてしまった。
神保 紀子
ナカジマの大学生時代の彼女。スーパーGUTSに宇宙人が集会を開いているという通報をし、ナカジマが出動する。最終的にゴッドジャギラに取り込まれてしまうが、ナカジマとダイナに救助される。
ガゼル号船員
ダイオリウスに襲撃されたガゼル号の船員。船長の朝倉、操縦士兼整備士の春川（劇中では「ハルさん」と呼ばれる）、コンピュータに詳しい真司の3名で構成される。
春川はダイオリウスの幼虫に襲撃され命を落とすが、船長は幼虫を1体撃退。真司も危険を顧みず一人で、ダイオリウスに狂わされた船のコントロールを復旧させ、乗員の子どもたちと共に地球に降り立った。
子どもたち
木星衛星軌道にある宇宙ステーションで生まれ育ったため地球を自分の目で見たことが無い6人の子どもたち。
ガゼル号に乗船して地球に向かっていたが、ダイオリウスに襲撃される。しかし、船員やスーパーGUTS、ダイナに救助され、全員無事に地球に降り立つ。
ハルナ
怪獣災害で両親を亡くした少女。同僚のワシズを自分のせいで死なせてしまったことに悲しむヒビキに花を渡して勇気付けた（設定は『ウルトラマンティガ』第18話）。
ダイナの時代では、霧門岳付近の孤児施設の職員になっており、ヒビキと思わぬ再会をすることになる。
ヒラオ・テルヒサ
リョウの幼馴染。友達にいたずらされているところを何度もリョウに助けられていた。
松本市（もしくはその付近の市町村）にある天文台で超新星を発見しようと日夜観測に励みながら、天文台に来る子供たちに勉強を教えている。成人した今でもニンジンが苦手。
ある日、松本市の方角に隕石らしきもの（正体はモルヴァイアの元になった黒い花）が墜落していくのを発見し、スーパーGUTSに連絡する。その後、白い花と少女のことを再びスーパーGUTSに連絡し、花はグランドームへ輸送される。その白い花はモルヴァイアの弱点で、モルヴァイア撃退に貢献。一生のお願いとしてリョウに同窓会のホームページ作りをやらされることになった。
その際に出てきた一枚の写真を見て、少年時代に「もし自分が新しい星を見つけたらユミムラと名付けたい」とリョウに約束し、口づけしたのを思い出す。そして、遂に超新星を発見。
ミドリカワ・ヒロキ
スーパーGUTSのマイ隊員の弟。ハネジローのファン。
- 演じたのはマイを演じた山田まりやの実弟。

ムサシ・ホウサク
花火会社に勤める会社員。妻のヒサコと娘のナミの3人家族。
ある日、釣りの帰りにチャダビン星人に遭遇。星人の宇宙船を発見し、機密保持のために自爆した宇宙船の爆発に巻き込まれて死亡する。
その後の経緯はチャダビン星人の項を参照。
ムサシ・ヒサコ
ホウサクの妻。夫の変化には気付いていたようだが、優しく接していた。
ムサシ・ナミ
ホウサクとヒサコの娘。アスカとジャンケンして勝っている。

## ウルトラマンダイナ
ネオフロンティア時代を迎えようとする人類と地球を救うために現れた、新たな光の巨人。
スーパーGUTSのアスカ・シンと一体化し、リーフラッシャーで変身する。
ウルトラマンティガと似た容姿をしており、ティガ同様にタイプチェンジ能力を持つ。他の一体化型ウルトラマンのような関係ではないが、アスカが負った怪我がダイナにも影響したり、ダイナに変身した状態で手酷いダメージを負った場合の後遺症がアスカに残ることもあった。
その出自は不明だが、メインライターを務めた長谷川圭一は当初はティガと同種族と考えていたが、ダイナの明確な正体に関してはこだわらず神秘的な光が飛来してアスカと一体化するといった抽象的なイメージとして捉えていた。その一方で、
- 『ティガ』と『ダイナ』の空白の7年間に、カズマが人知れずウルトラマンとして戦う姿を描きたかった[34]。
- （長谷川自身が考えた裏設定的な話だが）父・カズマも何らかの要因でウルトラマンの光をつかんでいて、自分の血を継いた息子が宇宙でピンチになった時に手を差し伸べた[33][15]。

とも語っていた。
後年、長谷川が執筆した小説版『未来へのゼロドライブ』では出自が明かされており、その正体はプラズマ百式の実験中に光の中に消えたアスカ・カズマがスターコリドーの先の未来でウルトラマンへと超人化した姿。宇宙の各地で怪獣と戦っていたが息子の危機を察知し、光となって宇宙空間を漂うアスカ・シンに入り込んで一体化した。そのため、アスカの中には父であるカズマの意識がウルトラマンとして宿っていた。このことからユミムラ・リョウは、「ティガが古代から受け継がれた光」に対してダイナは「未来から引き継がれた光」と捉えている。
劇場版『ウルトラマンティガ&ウルトラマンダイナ 光の星の戦士たち』でのティガとの共同戦線の後、ティガから光を受け継いだ。
第51話でグランスフィアを撃破後、ワームホールに飲み込まれてそのまま光の中に消えて生死不明となったが、映画『大怪獣バトル ウルトラ銀河伝説 THE MOVIE』にて再登場。ZAPを襲ったゼットン星人をアスカの姿のまま格闘戦で倒し、さらに変身して宇宙龍ナースを倒した後、ZAPと共に怪獣墓場に向かい、怪獣軍団に苦戦するウルトラマンやウルトラマンメビウスに助太刀してウルトラマンベリアルに立ち向かい、ウルトラマンゼロやウルトラマン、ウルトラマンレオ・アストラ兄弟とともにベリアルを倒した。
その後、映画『ウルトラマンサーガ』では別宇宙の地球【フューチャーアース】の危機に駆けつけるも、ハイパーゼットン（コクーン）に破れ、石化光線を浴びて石像と化してしまう。しかし遅れて現れたウルトラマンゼロ、ウルトラマンコスモスらの尽力で復活、彼らと合体してウルトラマンサーガとなり戦った。
作中ではマイによって「ダイナミック」と「ダイナマイト」から「ダイナ」と名付けられたが、最終回で「大好きな」という意味も込められていたことが明かされた。名前の候補ではナカジマから「ウルトラマンジャイアン」、カリヤから「ウルトラマンスーパーデラックス」があったが、どちらもマイが「ダサい」という理由で却下している。当初はスフィアの火星基地襲撃の際、フカミ総監と付き添っていたTPC一般職員からティガと間違えられたり、単に「光の巨人」としか呼ばれていなかったが、第2話で正式に名付けられた。
- アクションでは初代ウルトラマンのポーズを踏襲している[37]。またティガよりもバック転やトランポリンの頻度が増えている[37]。

- 出身地：不明[38][注釈 21][注釈 22]
- 活動時間：3分間

スペック
| 名称             | 身長                           | 体重             | 飛行速度                                           | 走行速度    | 水中速度    | 潜地速度    | ジャンプ力                   | 握力                           |
| ---------------- | ------------------------------ | ---------------- | -------------------------------------------------- | ----------- | ----------- | ----------- | ---------------------------- | ------------------------------ |
| フラッシュタイプ | 55 m[40][41]（ミクロ化も可能） | 45,000 t[40][41] | マッハ8（大気圏内）[40][41]                        | マッハ3[41] | マッハ2[41] | マッハ2[41] | 1,000 m[41]                  | 60,000 t[41]（人間換算で60kg） |
| ミラクルタイプ   | 55 m[40][41]（ミクロ化も可能） | 45,000 t[40][41] | マッハ10[42]（光速≒マッハ880,000になることも可能） | マッハ5     | マッハ3     | マッハ1     | 1,500 m                      | 40,000 t（人間換算で40 kg）    |
| ストロングタイプ | 55 m[40][41]（ミクロ化も可能） | 45,000 t[40][41] | マッハ5[43]                                        | マッハ2.5   | マッハ1     | マッハ3     | 800 m（3,000 mとも記載[44]） | 90,000 t（人間換算で90 kg）    |

### リーフラッシャー
ダイナに変身するためのアイテム。掌に収まるサイズのスティックでダイナの顔のような模様が刻まれており、火星の人面岩をイメージした形状をしている。普段は内側に折りたたまれているクリスタル部分が、変身時に反転・発光する。ネオダランビアを倒し、変身解除した後に手に入れた。アスカは基本的にこれが無いとダイナには変身できないが、例外も存在する（「変身ポーズ／プロセス」の項参照）。
『大決戦！超ウルトラ8兄弟』では、別次元のアスカが自身をダイナだと自覚した際に、彼の右手に光が集中して実体化した。
『ウルトラマンサーガ』では物語のキーアイテムになった。
- 名前の由来は、「リーフ（植物の葉）」と「フラッシュ」[46]。
- 設定画では、色が異なり、装飾も多くなっている[47]。当初は木の葉をイメージしていたが、木というイメージになり、木を削り出したような形状でまとめられた[46]。その後、ウルトラマンの顔をハワイの土産の人形のような感じで追加された[46]。モノとしてのリアリティや神秘性を大事にするため、眼はわざと彩色していない[46]。クリスタル部分はダイナの額の意匠に合わせている[46]。
- 光など何かの結晶体のようなイメージで考えられていたが、玩具では電池と基盤が中に入っているため、クリア素材で再現するのは難しいことから、金色をダークブラウンに薄くブラシ塗装した処理となっている[46]。

### 変身ポーズ / プロセス
変身の際のポーズは2タイプ存在し、右腕を反時計回りに回転させた後で頭上に掲げるポーズをとる場合と、リーフラッシャーを斜めにした状態で手前に突き出す場合がある。回数は後者の方が多く、前者の披露は初期にとどまる。右腕を掲げるのが基本だが、第34話のバゾブ戦では左腕を掲げている。これらのポーズをとった後、リーフラッシャーの発光部分が180度展開、クリスタル部分から放射された眩い光とともに生体エネルギーがアスカを包み込んで光体に変化させ、ダイナに変身・巨大化する。またダイナの変身バンク映像は2つあり、第10話まではメタル状態のダイナが巨大化する時に色が付き変身が完了するCG、第11話以降は人形に大きな手を付けて登場するバンクがある。またダイナの登場シーンはいくつかあり、光の中から現れたり、キックや下からのパンチを繰り出しながら現れたりする。またモゲドンとの戦闘の際には登場直後にストロングにタイプチェンジし、キックを繰り出している。
第3話、第4話、第17話ではリーフラッシャーを使わずに、第49話ではリーフラッシャーの光エネルギーが人造ウルトラマン・テラノイドのカラータイマーに照射されてほとんど空になっていたにもかかわらず、アスカの雄叫びとともに変身している。
変身時はほとんどの場合無言だが、例外的に「ダイナー!」と叫んで変身することもあった（第21話・第32話・第49話（前半）・OV版（2回）・『大決戦!超ウルトラ8兄弟』・『大怪獣バトル ウルトラ銀河伝説 THE MOVIE』・『ウルトラマンサーガ』・『ウルトラマンオーブ THE ORIGIN SAGA』）。

### デザイン・造形
ダイナのデザインは前作の『ウルトラマンティガ』に引き続き削減の発想となり、頭部に切れ込みを入れたものとなった。体色は赤・青・銀となり、ティガより一層派手さがアピールされたものになっている。男性でも女性でもない中性的なデザインであったティガに対して、ダイナは男のイメージとなっている。頭部はティガの頭部上半身をひっくり返したものとなり、マスクは正面のシルエットはウルトラマン、側面のシルエットはウルトラセブンを意識している。セブンやエースなどの男性的なイメージの頭部処理で纏められた。過去のウルトラマンがウルトラマンやウルトラセブン系であったのに対し、ダイナはこれまでになかったエース系となっており、前にトサカが迫り出している。
カラータイマーは空抜きのカットでは、光を感じにくいことから、中盤以降は青いカバーを付けている。
NG版のマスクには、モールドが両目の鼻の付け根に掘られていた。
目の構造はティガと同様であり、覗き穴を目立たないようにしながらの視界の確保が難しく、電飾も入るため、ティガで改善されなかった視界は変わらなかったという。
これまで使用頻度の無さから出番のなかった水色の生地は経年硬化していたため固くなっていたもので第1号のウェットスーツが作られたという。そのため、赤色と水色の部分では張りや硬さが違い、とても動きづらかったといい、シワが股間などの体の変な部分に寄っていたという。ミラクルタイプは全身が硬く、腕や脚が細身の権藤でも入らなかったため、サイズアップしたという。
スーツの銀色の部分は、銀色のウェットスーツが存在しないため、赤や青一色のスーツにアルミ粉を混ぜたボンドの塗料を塗っている。フラッシュタイプは赤と青の生地を縫合している。
ダイナのスーツアクターを務めた清水一哉は、第4話の撮影中には自分専用のスーツがまだなく、中村のスーツを着たがブカブカであったという。

### 身体特徴（ボディーデータ）
以下に示すのはウルトラマンダイナの体中の各部位の名称とその特徴。
ダイナクリスタル
ダイナの額に付いた結晶体。タイプチェンジに必要な光エネルギーが詰まっている。ミラクルタイプにチェンジする時はこの部位が青く輝き、ストロングタイプにチェンジする時はこの部位が赤く輝く。フラッシュタイプに戻る際は白色に輝く。
ウルトラアイ
乳白色に輝くダイナの目。物陰に隠れた敵の存在を瞬時に把握することが出来る。カラータイマーの点滅が消えるとこの部位の輝きも消えてしまう。
カラータイマー
胸の中央にあり、従来のウルトラシリーズと同様の機能を持っている。タイプチェンジ時には光を放射する。活動エネルギーが減るとランプが青から赤に変わり点滅する。点滅が消えると力尽きてしまう。
- デザインイメージは、ペンタゴン。

ダイナテクター
上記のカラータイマーの両脇に付いたプロテクター。敵の攻撃から大事な内部器官や身を守る頑丈な鎧。大概の攻撃はこれで跳ね返してしまう。光線を放つための光が詰まっている。ティガのプロテクターとは異なり黄色いラインが両脇に一つずつ入っているのが特徴。ダイナスラッシュを使用する際にはこの部位に両手を添えてから放つ。ミラクルタイプとストロングタイプにはこの部位は存在しない。
ダイナ皮膚
高熱にも耐えられ、極低温でも平気な体。大概の怪獣のビーム攻撃や火炎を受けても直接傷付きはしない。
ダイナ腕
接近戦で数百万馬力のパワーを発揮し、全ての光線技はここから繰り出す。防御の面においても活用され、第1話ではスフィアの大群のうちの一体が放った緑色破壊光線を素手で防いでおり、第18話ではビシュメルが念力で飛ばしてきた街灯数本、『超時空の大決戦!』ではバジリスの放ったバルバリボール、『超ウルトラ8兄弟』ではスーパーヒッポリト星人の放ったヒッポリトファイヤーボムを弾き返している。フルパワーを発揮した際にこの部位が白色に光り輝くことがあり、第6話ではフォーガス（怪獣体）の鞭状の両腕を引き千切ったり、第29話ではガイガレードの鎌状の両腕をもぎ取った際にこの現象が起こっている。
ダイナフット
反重力エネルギーを発生させ、空を飛ぶことが出来る。

### タイプチェンジ
ダイナは戦闘の場面に応じて3つのタイプ（フラッシュ、ミラクル、ストロング）にチェンジすることができる。3つのタイプへ自由に変身できたティガとは違い、ダイナは1回の変身で1度しかタイプチェンジできないため、フラッシュからミラクル、またはストロングへの変身はできるが、ミラクルからストロング、またはその逆の変身はできない（ただし、フラッシュに戻ることは可能）。
通常、変身後はフラッシュタイプで登場するが、『ウルトラマンティガ&ウルトラマンダイナ 光の星の戦士たち』の対デスフェイサー戦でのみ、ストロングタイプで登場している。
タイプチェンジを行う際は胸のカラータイマーの前で両腕を組んでからその両腕をミラクルでは横、ストロングでは斜めに広げてから下に降ろし、フラッシュに戻る際は真横に広げる。場合によっては前述のタイプチェンジポーズを行わず額の「ダイナクリスタル」自体を発光させるかあるいは回転ジャンプを行いながらタイプチェンジを行う場合もある（第44話・劇場版）。フラッシュタイプに戻る際も同様だが、例外として第44話では金星の稲妻をネイチャーコントロールを利用して吸収しながらポーズなしで戻っている。最終話においても、グランスフィアの重力地場から逃れるため置き去りになっていたリョウを救出する際全身発光後ミラクルに変身（手が使えない状態のためポーズ不能）しクラーコフに帰還している。
フラッシュタイプ
基本形態。パワー、スピードのバランスが良く、多彩な光線技で敵を迎え撃つ。名称は光線技のバリエーションの多さに由来する。必殺技はソルジェント光線。シルドロンやゴルザIIとの戦いでは野球の投法や剣道の技を応用して倒すなど根性と気合いで乗り切った。ゼルガノイドやグランスフィアなどもこの形態で倒している。また、『ウルトラマンサーガ』では復活直後、ハイパーゼットン（ギガント）を抑え込むパワーを見せたこともある。
- ティガを踏襲してプロテクターを付けている。

ミラクルタイプ
第2話で初登場。スピードと機敏な動きに特化した形態。体色は青・銀（銀地に青ライン）。空中戦・遠距離戦を得意とする。必殺技はレボリウムウェーブ・アタックバージョン。テレビシリーズ本編での登場回数は18回。
優れた超能力を持ち、様々な超能力を生かして数々の強敵を撃破する活躍を見せた。自在に光となってガッツイーグルと同化したり、グランスフィアの惑星すら吸収する重力地場からも逃れることも可能。最終回においてネオマキシマエンジン（地球から火星まで数十分から一時間で移動可能、すなわち約マッハ64,000以上）を始動させたクラーコフに、それを上回るスピードで追い付いている。金星の非常に高い大気圧の中でも自由に活動できる適応能力を持つ反面、スタミナ消費が激しく持久戦を苦手とする。またパワーにも劣り接近戦に弱いため、サタンラブモスやグライキスに肉弾戦に持ち込まれ苦戦を強いられたこともあったが、アスカ本人の持ち前の根性を発揮すればストロングタイプ並みの力も出せる（第44話など）。
『ウルトラマンサーガ』の一件の後、ウルトラマンコスモス・ルナモードの力と共にルナミラクルとしてウルトラマンゼロに与えられた。
- デザイン画では、スピードタイプやスカイタイプという名称もあった。当初は、ボディの模様が腰回りと胸部の二重だったが、1本にすることでミラクルとストロングをネガとポジのような見え方にしたものが最終決定稿となった。

ストロングタイプ
第4話で初登場。パワーと防御力に秀でた形態。体色は赤・銀（赤地に銀ライン）。体型はより筋肉質なものとなり、オーバーな怒りの感情を見せることも多い。持久戦・接近戦・水中戦を得意とする。必殺技はガルネイドボンバー・シューティングバージョン。テレビシリーズ本編での登場回数は17回。
強大なパワーと豊富な体力を備え、近接格闘戦や一気に攻め込む時に強い。光線技はガルネイトボンバー・シューティングバージョンのみだが、格闘技のパワーは抜群で、通常の打撃ですら必殺光線に匹敵する破壊力を誇る。その怪力を活かして他のタイプでは倒せなかった強敵や重量級の敵に勝利を収める活躍を見せた。フラッシュタイプのソルジェント光線などのあらゆる光線技が通じないユメノカタマリを瞬殺したほか、ニセダイナことグレゴール人をクロスカウンターパンチで撃破した。その反面、光線技に乏しいためやや遠距離戦が苦手で、アウトレンジからの攻撃を得意とする敵には苦戦を強いられることもあった。
『ウルトラマンサーガ』の一件の後、ウルトラマンコスモス・コロナモードの力と共にストロングコロナとしてウルトラマンゼロに与えられた。
- デザイン画では、パワータイプという名称もあった。
- 元気キャラのアスカであったため、元気良さを意識しながら演じたという。また、このころからプロレスのような動きを取り入れたという。

### 能力・技

#### フラッシュ
ソルジェント光線
フラッシュタイプの必殺技。両腕を十字型に組んで体内の光のエネルギーをスパークさせて撃ち出す青色の破壊光線。光線のエフェクトはサインカーブが見られる独特のもので、このパターンが一番多く見受けられる。青白い光弾を連射するエフェクトだったり（第6話）、発射ポーズが同じ初代ウルトラマンおよびウルトラマンジャックのスペシウム光線に似た光線エフェクトだった（第7話、第43話）こともある。また相手にヒットした際、オレンジ色の光輪が発生する。光線の威力にダイナ＝アスカ・シン自身の気合の高まりとともに上昇し、最終章では連発したことがある。
劇場作品『ウルトラマンティガ&ウルトラマンダイナ 光の星の戦士たち』と『ウルトラマンティガ・ウルトラマンダイナ&ウルトラマンガイア 超時空の大決戦』では、ティガのゼペリオン光線と同様に発射前にポーズをとってから発射している。
劇場作品『大決戦!超ウルトラ8兄弟』ではキングシルバゴンを、『ウルトラマンサーガ』ではアーストロンを倒し、ハイパーゼットン（ギガント）の右前脚を撃ち落す。ハイパーゼットン（イマーゴ）に向けてウルトラマンゼロのワイドゼロショット、ウルトラマンコスモスのムーンライトスマッシュと同時攻撃として放ったときは、ハイパーゼットンアブゾーブによって吸収・増幅して撃ち返され逆にダメージを受けてしまった。『劇場版 ウルトラマンギンガS 決戦!ウルトラ10勇士!!』では時空城の破壊に用いられた。また、ニセダイナやジオモスなど通用しなかったり、敵に吸収されて打ち返されたりするなど、敵に破られた回数も必殺技の中で最も多い。
- スーパーバイザーの高野は、初代ウルトラマンのように奇を衒わずにシンプルにし、それでいて新しさを出す感じにしたかったが、擬闘の二家本からは光線も構えも初代ウルトラマンのスペシウム光線と変わらない形の振り付けを指示されたという。光線発射までの振付けのモーションが一切ないため、『光の星の戦士たち』ではティガとの同時光線のタイミングを合わせるため、新しいモーションが追加された。

ビームスライサー
右腕からくさび形の手裏剣状の光弾を高速で放つ。連射可能で、主に牽制に使う。対ゾンボーグ戦では高速で連射したが、敵の吐く破壊光線に押し戻された。第17話ではガッツブラスターが効かないシルバック星人を一撃で倒した。第2話ではエネルギーを集約してから放っている。『ウルトラ銀河伝説』ではナースを倒した（この時は右腕を正面ではなく右斜め上に向けて発射している）。右腕から放つのがほとんどだが、第44話では火球で攻撃してくる2連タイプのスフィアに対して左腕から放っている。
フラッシュサイクラー
両腕に溜めた青白いエネルギーを大型の三日月状にして放つ光のカッター。敵にダメージを与えるために使う。最終話ではグランスフィアが放った複数のスフィア合成獣をまとめて倒した。第2話ではエネルギーを集約してから放っている。劇場版『光の星の戦士たち』ではモネラ星人に操られていたプロメテウスの機関砲の弾丸を相殺するのに使用している。
ダイナスラッシュ
ソルジェント光線のエネルギーを丸ノコギリ状に固めて投げつける光の円形カッター（いわゆる「八つ裂き光輪」または「ウルトラスラッシュ」）。ウルトラマンの八つ裂き光輪と同等の威力を持つ。ギャビッシュの尻尾を切断したが、対グライキス戦では敵の頭頂部のスフィアで弾かれて無効化された。劇場版では、ソルジェント光線の通じなかったゲランダに追撃として放とうとしたが、現れたプロメテウスのネオマキシマ砲でゲランダが倒されたため中断している。
フラッシュバスター
右手から照射する、青色破壊光線。第2話で右腕を勢い良く振り回しながら放ってスフィア11体を一掃した。第50話ではネオガイガレードの追尾光線を押し戻した。劇場版ではクィーンモネラの触手を焼き切っている。
フラッシュ光弾
合わせた両腕を胸の前に突き出して、掌から虹色の特殊な光球（赤色光弾）を放つ。敵を怯ませる効果があり、連射が可能。サイクロメトラなどに使った。
ウルトラフォーク
念力で右手に光球状の超エネルギーボールを発生させ、それを野球のピッチングの要領で投げつける。投げた球は、フォークボールのように敵の手前で急に進路を斜め下に変える。第5話において頑丈な両手のハサミで攻撃を防御するシルドロンに使い、1発目は「見せ球」として直球で投げて防御させ、2発目をフォークで投げることで、敵の弱点の腹に直撃させて倒した。名付け親はカリヤ隊員。
ウルトラバルーン
赤色の大型光球を発生させる。赤色が好きなバオーンの前で高く浮かばせて、気を取られたバオーンがそれを掴もうとしてジャンプしたその隙に宇宙まで運んだ。
ウルトラ水流
両手を合わせて両手先から水流を放射し、火災を消し止める。第15話のみ使用。
ウルトラバリヤー
3タイプ共通の能力。光エネルギーの壁を体の前面に発生させて敵の攻撃を防ぐ。敵に撃ち返されたビームスライサー2発で破られた小型の四角い壁タイプ、攻撃の種類によっては反射することも可能な円形タイプ、敵の前進を押し戻すために使用される大型の壁タイプと、状況に応じて大きさと形を変化させられる。
ダイナテレポーテーション
別の場所へ瞬時に空間移動する。第17話ではゾンバイユの体内からコウダを連れて脱出した。第25話ではTPCの移動要塞クラーコフの内部から外部へと瞬間移動した。
フラッシュパンチ
敵の弱点をめがけて叩き込む、強烈なパンチ。ストレートパンチをユメノカタマリに浴びせたほか、アッパーカットでヒマラを撃退した。また、ダイゲルンやバゾブ、ゲランダに対しては、変身すると同時に顎にアッパーカットを放っている。
フラッシュチョップ
すれ違いざまに相手の体に浴びせる、切れ味の鋭い手刀。ゴルザIIの腹部に浴びせることで大ダメージを与えたほか、グライキスの額に取りついていたスフィアを叩き割った。
フラッシュキック
モズイをはじめ、数多くの敵に繰り出した飛び蹴り。他にも、キングシルバゴンに放ったストレートキックや、球体のマリキュラをサッカーボールのように蹴り上げた連続キック、フォーガス（怪獣体）に放った急降下キックなど、様々なバリエーションがある。
ウルトラヘッドロック
敵の首を両腕で締めつけ攻め立てる技。ディプラスに対して使用した。
フラッシュホイップ
持ち上げた敵を伸ばした両腕で投げ飛ばす技。グロッシーナに対して使用。
ウルトラレッグホイップ
相手の体をつかんだまま、背部に倒れ込むと同時に、片足で腹部を蹴り上げて巴投げを決める技。シルドロン戦の他、ギャビッシュ、トロンガーとの戦いでも繰り出した。
ウルトラ・ホイッパー
タイミングを計って相手の体を持ち上げ、そのまま地面に投げつける技。グロッシーナを放り投げた他、海底に沈んだクラーコフNF-3000の船内において、人間大でディゴンの1体に繰り出したこともある。
ウルトラかかと落とし
第36話で使用。相手の眼前で高く足を振り上げ、頭部に振り下ろす。ネオジオモスの破壊光弾発射部分である額の光球を破壊した。
ハリケーンスウィング
敵の体の一部を掴み、高速で振り回して地面や空中で投げ飛ばす。ネオダランビアやデキサドル、キングシルバゴンなどにダメージを与えた。『ウルトラマンサーガ』では地中に逃げようとしたアーストロンを空中に投げ飛ばした。
ヘッドスライディング
走る際の勢いを利用して頭から滑り込み、そのまま腹這いの状態で地面を滑走する。ギガンテス（雄）に足で踏み潰されそうになったリョウ隊員のγ号を救出する際に使用した。
スパイラルバースト（本編未使用）
胸のダイナテクターのエネルギーを光弾にして放つ。
ソルジェントエネルギーを叩き込む技（名称不明）
体内のソルジェントエネルギーを球状にして両手に持ち、それで敵を殴りつけるように攻撃する。ゾンバイユを倒した。
他作品への出演時に見せる能力
ハンドスラッシュ
ゲーム作品『ウルトラマン Fighting Evolution 3』で使用した、ティガと同様の技。ティガのものと違い3連発放つものになっている。
トゥインクルウェイ
光のワームホールを宇宙空間に発生させ、数万光年先に一瞬で移動する技。『ウルトラ銀河伝説』にてスペースペンドラゴンを光の国から元の空域へ送り届ける際に使用。ウルトラマンメビウスも同様の技を使用している。
ダイナチャージング
『ウルトラマンサーガ』で使用した、光のエネルギーを分け与えるエネルギービーム。コスモスを復活させた。
他のキャラクターとの合同技

ウルトラダブルスライサー（光線連続攻撃）
劇場作品『光の星の戦士たち』で使ったティガとの合体技。ティガのハンドスラッシュとダイナのビームスライサーを同時に撃つ。
フライング・ダブルパンチ（メテオツイン）
劇場作品『光の星の戦士たち』で使ったティガとの合体攻撃。二人で敵目掛けて飛行しながら同時にストレートパンチを浴びせる。クィーンモネラを怯ませた。
TDスペシャル
劇場作品『光の星の戦士たち』で使ったティガとの最強の合体技。Cチャージソルジェント光線の10倍の破壊力を持つ。ティガのゼペリオン光線とダイナのソルジェント光線を同時に撃ってクィーンモネラを倒した。

#### ミラクル
レボリウムウェーブ（アタックバージョン）
空間を右手の中に圧縮して超衝撃波を作り出して放ち、敵の背後に人工のブラックホールを発生させて吸い込み次元の隙間に送り込み圧殺・破裂させる必殺技。
この技を使うためにミラクルタイプになることも何度かあったが、劇中ではジオモスには亜空間バリアにより振り払われ、グライキスには飛行形態で回避され、OV版のワンゼットにはバリヤーで防がれる（2回目で撃破成功）など、通用しない敵もいた。『決戦!ウルトラ10勇士!!』ではティガ（パワータイプ）のデラシウム光流・ガイア（スプリーム・ヴァージョン）のフォトンストリームとの同時攻撃でファイブキング（エタルダミー）を倒した。
レボリウムウェーブ（アタックバージョン タイプI）
両腕を広げた間から超衝撃波を発射し、敵を圧縮して破裂させる。フォーガスの怪獣体や巨大な体を消滅させて本体を露出させた。
レボリウムウェーブ（アタックバージョン タイプII）
両手を広げてその間に空間を圧縮し、超衝撃波を作り出して広域に放射する。ギアクーダを粉砕した。
レボリウムウェーブ（リバースバージョン）
敵の攻撃を体内に吸収し、衝撃波に変換して撃ち返す必殺技。グラレーンの火炎を撃ち返して倒した。
シャイニングジャッジ
太陽を背にして空中で停止し、両手を広げて光のレンズを張り、太陽光線を33万倍に増幅して高熱ビームを照射する技。劇場版でデスフェイサーに使ったが、ジェノミラーに反射されてしまった。
ウルトラサイキック
右手先から放つ念動波。敵の動きを封じて空中に浮かべてしまう。グラレーンの動きを封じて空中に浮かび上がらせた。
ミラクルリフティングウェーブ
ウルトラサイキックと同型の技だが、こちらは両手から放射する。その状態で飛行して怪獣を他の場所に運ぶことも可能で、ソドムを火山の火口に運んだ。
ウルトラマジック
3体に分身して敵を取り囲み、3方向から同時に攻撃する。第13話でガラオンに使い、3つの顔による連続攻撃でダイナを翻弄するガラオンに3方向からの同時攻撃で対抗した。
ネイチャーコントロール
念力で自然現象を操作する。第2話で火災を鎮火させた。第26話では人工太陽カンパネラから光エネルギーを引き出し、自身のエネルギー回復やスヒュームへのとどめの一撃に使った。
ミラクルサンダーチャージ（吸電能力）
ネイチャーコントロールの一種。落雷のエネルギーを右腕に吸収し、青色の電気光線に変換して右腕から放つ。第9、18話で使用し、第19話では姑獲鳥が放ったプラズマエネルギーを吸収し、自らのエネルギーを回復した。第9話では使用後、アスカは暫くの間電気人間となった。
ダイナファイヤー（本編未使用）
ネイチャーコントロールの一種。自然発火現象を引き起こす。
ダイナテレポーテーション
瞬間移動能力。フラッシュタイプよりも、サイキック能力に優れたミラクルタイプの方がこの技を得意としている。第26話でスヒュームを追って南極から宇宙へ移動した。第44話では連続使用してグライキスを翻弄し、第47話ではデビルファビラスの金縛り光線で生じた光のロープの拘束から逃れる際に使用した。
ビームスライサー
フラッシュタイプと共通の高電圧のエネルギーを帯びたカッター光線。こちらの方が素早い。第26話でTPCの人工太陽試験機NSPカンパネラにこの光線を反射させてエネルギーを増幅、それを自ら受けることで自分のエネルギーを回復した。また、同じ方法で増幅したビームスライサーをスヒュームに放って倒した。第47話ではデビルファビラスの魔石を破壊した。
ハンドシューター
ビームスライサーに似ているが、こちらは両腕を前に突き出して手先から撃つ青色光線。第13話でガラオンを撃退した他、第26話では宇宙でスヒュームをカンパネラの方向に跳ね飛ばし、止めに繋げた。
透視能力（ウルトラスルーアイ）
物体を透視し、隠れている敵や内部機能を発見する。フォーガスの本体を探し出した他、分身したゾンバイユの中から本体を見抜いた。
ミラクルパンチ
超スピードで相手の弱点に叩き込んでダメージを与える鉄拳攻撃。ウルトラマジックで作り出した一体が、ガラオンに対してストレートパンチを放った。また、ワンゼット戦では通常のストレートパンチに加え、体を回転させてのパンチ攻撃も披露した。
ミラクルチョップ
手刀を縦に素早く放って敵の首元や頭部を切断する技。ギアクーダ戦では両手で繰り出したが、然したるダメージを与えられなかった。また、デビルファビラスに対しては背後から繰り出したものの、避けられてしまった。
ミラクルエルボー
肘に体内の全パワーを集めて勢いよく敵の弱点に打ち込む。優勢に戦いを展開するグライキスの首に放って怯ませ、反撃への糸口を作った。
ミラクルキック
ミラクルタイプのスピードを生かし、素早く繰り出すキック攻撃。回し蹴りや横蹴り、ドロップキックなどの様々なバリエーションを持つ。ギアクーダに対して飛び蹴りを放ち、大きなダメージを与えた。設定では敵は絶対に避けられないとされているが、第17話でのゾンバイユ戦では初めて避けられてしまった。
連続回し蹴り
体を高速回転させ、連続で相手にキックを浴びせる技。ゾンバイユに対し、左右から連続でキックを浴びせてダメージを与えた。
ミラクルロケットアタック
全身を光のエネルギーで包み込み、敵めがけて急降下して突進する。第26話でNSPカンパネラを利用して回復したダイナがレイキュバスに使い、大ダメージを与えた。
ミラクルローリング
体を丸め、高速で前回転しながらボール状になって移動する技。デスフェイサーのガトリングガンで生じた爆発の中から抜け出す際に使用した。
ダイナローリングアタック
ミラクルローリングの状態で空中を横移動して反撃のチャンスを探る。対デスフェイサー戦で、太陽の方向へ移動してシャイニングジャッジに繋ぐために使った後、敵に反射されたシャイニングジャッジをかわすために使うが、敵に動きを読まれて空中で停止したところを捕らえられた。
高速移動
高速移動で敵を翻弄する。グラレーンを翻弄したが、サタンラブモスには動きを計算されて捕らえられた。
ドリルスピン戦法
体を光粒子化してスーパーGUTSのガッツイーグルのエネルギーと一体化し、ガッツイーグルのトルネードサンダーと共に飛び出して体を実体化させながら敵に体当たりする。バゾブを倒すと同時に、敵の体内に捕らえられていた人々を救出した。
ウルトラバリヤー
3タイプ共通の能力。強力な念力で円形の光の壁を作って敵の攻撃を完全にさえぎる。防ぐ攻撃の種類によっては、反射したり、バリアを前進させて押し戻すことも可能。第18話ではビシュメルが念力で飛ばしてきた街灯数本を防ぎ、さらに街灯を纏めて殴って敵に跳ね返すという使用法を見せている。
ミニブラックホール
第9話でダイナが時空衝撃波で宇宙空間に作り出したもの。粉砕しても分裂するギアクーダを宇宙に運び、このブラックホールに投げ入れてからレボリウムウェーブ アタックバージョン タイプIIで粉砕した。

#### ストロング
ガルネイトボンバー（シューティングバージョン）
胸の前で両拳を合わせて前方に気力を発生させ、それを凝縮して超高熱の赤色破壊エネルギー光弾に変え、右パンチのアクションで放つ、ストロングタイプが使う唯一の光線技。
ネオザルスを倒した他、敵の吐いた火球を前方に発生させるエネルギーで受け止めて撃ち返すことでマリキュラを倒し、GUTS、スーパーGUTSの一斉攻撃と共に放つことでネオジオモスを撃破した。『帰ってきたハネジロー』ではアーウォンに使用したが吸収された。
ガルネイトボンバー（スウィングバージョン）
赤熱化させた両腕でウルトラ・リフターに持ち込んで気力で持ち上げ、大車輪回転をさせてから地面に叩きつける。
クロスカウンターパンチ
敵の腕をレールにして、攻撃してくる敵よりも深く、正確にパンチを打ち込む技。ニセダイナの仮面を破壊した。
バルカンスウィング
敵の尻尾を掴み、体重を利用して高速で振り回して投げ飛ばす。ダイゲルンを粉砕した。第24話ではマリキュラに使ってダメージを与えた。
バーストラリアット
体内の全パワーを集中した右腕を振り上げ、至近距離から相手の喉元めがけて叩きつける荒業。ダイゲルンに対して使用し、敵の頭を陥没させて反撃の糸口を作った。第40話ではゴッドジャギラの体内に捕らえられている神保紀子を救出するのに使用した。
ストロングパンチ
光のエネルギーを左拳に集めて赤熱化させ、敵に突進してパンチを食らわす。ヌアザ星人イシリスを倒した。
ストロングキック
敵を一撃で気絶させ、大幅に相手の戦闘力を弱めてしまうほどの威力を持つ、超強力パワーキック。パンチやチョップなどの連続攻撃に組み込んで使用する。蹴り上げるようなキックをマリキュラなどに繰り出したほか、ギガンテス（雄）、デスフェイサー戦などでは、水平に突き出した片足を相手に叩き込んでいる。
ウルトラかかと落とし
片足を高く振り上げたのち、相手に光のエネルギーで赤熱化させた両踵を勢いよく叩きつける技。デスフェイサーの左腕を叩き折った他、ダイゲルンに右足を噛みつかれ空中に持ち上げられた状態から、ダイゲルンの頭上に赤熱化させた両踵を振り下ろすなどの戦法も見せている。
後ろ回し蹴り
相手に背中を向けて立ち、後ろに足を蹴り上げて弱点にキックを放つ技。ニセウルトラマンダイナに対してのみ使用した。
ストロングボム
ジャンプし、右足に全体重を乗せて急降下キックを放つ。モンスアーガーの弱点である頭部の皿を破壊して倒した。設定では両足を使ったストロングダブルボムも存在するが、こちらは本編では未使用。
ダイナックル
全身の気力を拳に込めたカウンターパンチ。ネオマキシマ砲を発射しようとするデスフェイサーに正面から突進してパンチを打ち、ネオマキシマ砲ごと胸部を貫いた。
スペースダイナマイト
敵を頭上に抱え上げ、回転をかけて空高く投げ飛ばす。ダイナックルで貫いたデスフェイサーを投げ飛ばして超高空で爆発させた。
バウンスシューター
敵の首を脇の下に抱え、そのまま後ろに仰け反るようにして投げ飛ばす技。ネオジオモス戦やゴッドジャギラ戦で披露した。
ウルトラリフター
両腕の超怪力で相手を持ち上げる技。そのままウルトラ・ホイッパーに繋げることが多い。ニセウルトラマンダイナでは片手で持ち上げたこともある。
ウルトラ・ホイッパー
ウルトラリフターなどで持ち上げた敵を渾身の力で投げ飛ばす大技。ギアクーダを何度も投げ飛ばした他、ダイゲルンやネオザルス、ギガンテス（雄）、ゼルガノイドなどを地上に叩きつけた。
ストロングクラッシャー
右拳を突き出した状態で飛翔し、空中から落下してくる敵に突進する。ユメノカタマリを空中に放り投げてから、この技で粉砕した。
ドリルアタック戦法（ダイナ・トルネードアタック）
全身をドリルのように高速回転させながら突進し、敵を貫く。メノーファを貫いて倒した。
ウルトラ・ダイナムパッド
空中を飛んできた怪獣に渾身の力で頭突きを浴びせ、遠方へ弾き飛ばす技。キックで空中高く跳ね上げたマリキュラに対して繰り出し、地面に叩きつけた。
ウルトラバリヤー
3タイプ共通の能力。両腕から発した気力波で光の壁を発生させて敵の攻撃を防ぐ。小型の四角い壁タイプと、右腕一本で敵の攻撃を防ぐ円形の壁タイプがあり、後者の方は両腕で壁を前進させて敵の攻撃を押し返すことも可能。
オーバーヘッドキック
オーバーヘッドキックと全く同じ要領で敵を空高く蹴り飛ばす技で、第24話で球体になったマリキュラに対して使ったサッカー戦法。
ストロングシザース
ボディーシザースの要領で上空から落下する勢いを利用して繰り出す技。自身の両足で相手の体を挟み込むようにして敵に繰り出す。第48話でモゲドンに対して使用した。
猫だまし
相撲の「猫騙し」に似た、相手の目の前で不意に両手を叩いて怯ませる技。モゲドンを驚かせて、動きを止めた。

### 本作品以降に登場する形態
- グリッターバージョン
  - 人々の祈りや思いを受けて進化したダイナの最終最強形態[76][77]。詳細は大決戦!超ウルトラ8兄弟#グリッターバージョンを参照。
- クロスオーバーフォーメーション
- 他のウルトラ戦士との合体
  - ウルトラマンサーガ

### 関連する力を持つ戦士
ウルトラマンゼロ
ストロングタイプの力を宿したストロングコロナゼロ、ミラクルタイプの力を宿したルナミラクルゼロにタイプチェンジする。
ウルトラマンギンガビクトリー
ダイナの能力を使用可能。
ウルトラマンオーブ ゼペリオンソルジェント
ウルトラマンオーブ パワーストロング
ウルトラマンオーブ サンダーミラクル
ウルトラマンジード マイティトレッカー
ウルトラマンゼット ガンマフューチャー

## スーパーGUTS
Super Global Unlimited Task Squadの略称でスーパーガッツと読み、S-GUTSと表記される場合もある。ネオフロンティア時代に対応し、人類の安全と平和を確保するために、宇宙空間にまで活動の場を拡げ、宇宙開発に希望を求めてネオフロンティア計画を推進する地球平和連合TPC（Terrestrial Peaceable Consortium）本部基地に所属し、GUTSを強化・再編したTPCの実働部隊として新設され、戦闘組織としての性格が強い宇宙をもその守備範囲とした特捜チームであり、2014年に結成された。
給料はマツタケ一本も食べられないほど安いらしい（第6話）。

### 装備
スーパーGUTSには太陽系に進出した人類の住む世界（ネオフロンティア）の平和と安全を確保する使命があり、前作『ウルトラマンティガ』に登場したGUTSとは違って当初から強力な攻撃力を与えられて武装しており、GUTS時代の兵器が登場することもある。スーパーGUTSの装備やライドメカのデザインはアルファベットの一字をモチーフにしている。

#### 銃器類・特殊装備
ガッツアーマー（GUTSアーマー）
耐熱、耐寒、耐圧性能に優れたツナギ式の隊員服。メインカラーはグレーで、赤と黒、白でアクセントを付けている。背中には各隊員の名前（男性は姓、女性は名）がローマ字で入っている。隊員靴はシューレースカバーが付いたシューズとなっている。気密装備とバイザーの追加装備の使用で宇宙服にもなる。
『ウルトラマンサーガ』でタイガ・ノゾムが着用していた物はツーピース式である。
- 『光の星の戦士たち』では、新調している。『古代に蘇る巨人』に登場するネオスーパーGUTSの物はガッツアーマーの改造。

W.I.T.（ウイット）（ガッツウィット）
スーパーGUTS隊員が携行する超小型高性能コンピューターで、事象や情報の分析、通信機能を持つ。ガッツアーマーのベルト左腰部分に装備しているケースで携行している。折り畳み式で、開口部中央が別パーツとなっている。
- デザインモチーフはアルファベットの「G」。
- 玩具は子供がアスカになりきって遊ぶことから、アスカではなくヒビキの声を入れている。

スーパーGUTSメット
デジタルビデオカメラや通信機が付いた耐衝撃性能に優れた特殊合金製の戦闘用ヘルメット。サングラスをバイザーの代わりに着用する隊員もいる。特殊バイザーなどを付けて宇宙でも使う。
ブラックバスターなどTPCのいくつかの他部署の隊員も配色が異なる物を使用している。
- GUTSメットが両サイドの出っ張りがカメラアングルの邪魔になったため、それが小さくなったものとなった。
- ヘルメットの一つが『ウルトラマンメビウス』第42話でGUYSのサコミズ隊長の科特隊時代の回想シーンでリペイントされて使用された。

スーパーGUTSバックル
薬や爆弾、酸素ボンベなどが入ったベルトのバックル。
ガッツブラスター（GUTSブラスター）
スーパーGUTS隊員が携行するスーパーガン。個人ナンバーがボディに描き込まれている。ホルスターから抜いた直後の通常時の形態はノーマルモードと呼ばれる。引き金を引く時間によって発射されるレーザーも長いものとなるようで、劇場版でこの機能を見せた。
敵を攻撃するためのブラスト光弾や、銃口部にアタッチメント（パラボレーザーパーツ・ナパームパーツ）を付けてレスキュー用ネットビームなどを発射する（この時の形態はそれぞれパラボレーザーモード・ナパームモードと呼ばれる）。前者は第18話にてリョウが高所から落下したアスカと女学生を救助する際に使用している。後者は劇中未使用。
また、シリーズ後半に登場したブラックバスター隊のメンバーも配色が異なる物を携帯している。
- デザインモチーフはアルファベットの「J」。

ブレイクシューター
ネオブラストエネルギーの円盤状レーザーを連射するマシンガンタイプの対怪獣用の携行用大型レーザー兵器。上部後方に折り畳み式の光学照準が付いており、必要に応じて引き起こして使用する。
- デザインモチーフはアルファベットの「R」。

XX（ダブルエックス）バズーカ
強力な光弾を連射する折り畳み式の大口径ビームバズーカ。途中で発射口が2連装のAタイプから単銃身のBタイプに改良された。発射時の反動が大きく、正確な射撃をするためには、習熟が必要である。

ギャラクシースナイパー
宇宙空間での使用が想定され、4、5発ほどの光弾を発射するライフル型の光線銃。エネルギー量は多くないため、第1話で撃墜されたアスカがダランビアに使ったが、さほどダメージを与えることも出来ないままエネルギー切れになってしまった。第36話ではTPCの一般隊員たちもこれと同様の物と思われる物を使っている。
公式サイトではギャラクシースナイパーだが、ばっちしVシリーズ「ウルトラマンダイナvol.3おれたちがスーパーガッツだ！」では「ガッツライフル」と紹介されている。
クエストアタッシュ
スーパーGUTSの特殊装備が入っている専用アタッシュケース。
- デザイン時には「隊員ツールBOX」という名称であった。

声変わり
第8話でナカジマが発明したヘッドホン型の装備。鳴き声を聞いた者を眠らせるバオーンへの対策のために作られた。名前の通り聞いた怪獣の声を異なる波長の音に変換して聞き取る。また音声を変換して伝える機能も併せ持つ。なお、音声は妙なものに聞こえるため、装着した者は大抵大笑いする。大量に量産されて各隊員のみならずふるべ村の人々にも配布された。

バリア素粒子発生装置
第17話でアスカとコウダがゾンバイユ内部で使用した腕に装着する小型装置。人体のプラズマ素粒子と同じ密度の素粒子を発生させる。

ネオプラスチック爆弾
第23話で開かない扉を破るために使用された小型爆弾。爆破方法はプラスチック爆弾と同じ。第39話で、ブラックバスター隊のフドウ・ケンジも使った。

耐熱服
超高熱の熱波を放射する怪獣に対して製作された特殊装備。

宇宙人探知機
第40話でナカジマが発明した探知機で、ジャギラやその花粉を浴びた者を探知可能。

#### 航空機
ガッツイーグル
ガッツイーグルα号・β号・γ号の3機が合体した強力な多目的主力大型戦闘機。高速性と運動性に優れ、宇宙ではネオマキシマ航法による高速航行が可能。本部基地に複数機常備されていて、他にもクリオモス島など他の基地施設にも配備されている。
ガッツイーグル3機全てのエネルギー出力系統を直列にさせることで最大の武器である破壊光線トルネードサンダーが使用可能。これは怪獣を粉砕しうる威力を誇り、なおかつ連続使用も可能（第10話）という強力な光線砲である。αの代わりにαスペリオルと合体するとトルネードサンダーは強化され、最高速度もマッハ7にアップする。
イーグルスペリオル時には第37話で一度だけユメノカタマリに電磁ネットを使っているが、失敗に終わっている。しかし使い勝手が悪かったのか、イーグルスペリオルは第34話の対バゾブ戦、第37話の対ユメノカタマリ戦にのみ登場。第36話では反マキシマエネルギーを装備している。第49話の対ゼルガノイド戦ではトルネードサンダーとは少し異なる青色破壊光線を使っている。第34話では一回だけダイナ・ミラクルタイプがこのガッツイーグルと一体化してトルネードサンダーとの派生技であるドリルスピン戦法でバゾブを倒している。それ以外にもマニュアルモードに切り替えることが可能。
それぞれがネオマキシマエンジンを搭載した高性能戦闘機。また、それぞれの機体が電磁ネットという敵を捕らえて動きを封じる装備があり、第15・35・48話で使用している。また、α号を分離させた状態で各種装備を吊るし、事件現場に運搬するほか、γ号を分離させた状態でガッツマリンやガッツディグを懸架、運搬する。
- 前作『ウルトラマンティガ』のメカが、単体での遊びが中心が全てで連動していなかったため、本作品ではコンセプトに「合体」を掲げて、ウルトラホーク1号のオマージュで、3機合体をメインとし、売り上げが落ちるのが常であった水中メカや地中メカのような機体はガッツイーグルに合体できるようにアタッチメントを付けることとなった。
- 合体後の機体がぐらぐらするのを防ぐため、単純に3機を横に切らないようにしており、後方斜め上にγ号のコクピット部分が飛び出し、α号とβ号を挟んでカチッとはめている。デザイン画では各機のキャノピーの形状が異なっていた。デザイン画では曲面であったが、デザインが最終フィックスする前に先行してコクピットの美術セットが進められており、湾曲面構成の窓の美術セットを組むのが難しいため、キャノピーも板を貼り合わせた直線的な平面構成に変更となった。

ガッツイーグルα号（イーグルジェット）
ガッツイーグルの機首にあたる三角形の小型高速偵察戦闘機で、機首の両脇には赤色レーザー熱線ジークを装備。主にアスカやカリヤの搭乗が多かったが、劇場版ではリョウが搭乗してデスフェイサーと戦っている。下部ハッチ内にはガッツウイング1号と同様に誘導波発射装置や大型ビーム砲など様々なオプションパーツを装備可能。
『ウルトラマンサーガ』でタイガの乗機として登場。15年の間に改修が行われており、コクピットの外観と内部の形状が異なり、機首両端からカナード翼が展開するようになっていた。
- デザインモチーフは、アルファベットの「A」と『ウルトラマン』の小型ビートル。安全性を考慮して小さなミサイルの発射ギミックではなく、劇中でも演出されると思われるコクピットが飛び出すギミックとなった。

ガッツイーグルβ号（イーグルウイング）
ガッツイーグルのボディおよび主翼となる爆撃機。移動司令室となるため、ヒビキやコウダの搭乗が非常に多く、α号やγ号の後方支援に当たることが多い。稀にナカジマも搭乗することもあるが、第35話ではリョウが一回搭乗してジオモスと戦っている。また第8・34・43話ではアスカが操縦している。安定的な飛行性能を誇り、左右の両翼先端に高威力な青色熱線ボルキャノンと爆撃兵器、機首部にもレーザー砲を装備している。本部に目標をスキャンしたデータを送ることも可能。
- デザインモチーフはアルファベットの「M」と「W」。
- 玩具では爆弾投下用の穴がガッツマリンやガッツディグとの合体用のジョイントであった。玩具「合体フォーメーション DXガッツイーグルセット」では合体用のジョイントに懸垂するグレネードミサイルとガトリングランチャーがオプションパーツとして付属していた。

ガッツイーグルγ号（イーグルガイ）
ガッツイーグルの尾翼部分となる戦闘哨戒機。機首そのものが前方に長く伸びた砲身になっており、通常の黄色強力破壊光線の他に高威力のビーム砲ガイナーを中央に備えているが、トルネードサンダーに劣るため多用しない。主にリョウやコウダが搭乗することが多く、第35話ではアスカが搭乗してジオモスと戦っている。他にも追尾式ミサイルやアンチプラズマ弾、冷却ミサイルを武装している。第41話では2機同時に、第42話のアスカの夢の中で4機同時に登場している。
- デザインモチーフはアルファベットの「Y」。

ガッツイーグルαスペリオル
市街戦を想定し、ガッツイーグルα号の武器の命中精度と運動性能・最高速度を大幅に向上させた次世代強化改良機。通称は「アルファS（スペリオル）」、あるいは「スペリオル」。武器は左右の前翼先端にある赤色強化レーザー熱線ネオジークと機体下部に装備されている火星で発見された鉱物・SP-1のエネルギーを活用した大口径のネオデキサス砲スパークボンバー（劇中では未使用）。第44話では機首部からネオジークを発射していた。ガッツイーグルα号の代わりにガッツイーグルに合体可能で、合体時の最高速度や運動性能、トルネードサンダーの破壊力を向上させる〈イーグルスペリオル〉。また、改良に伴い外見も様変わりした。第33話で初登場。持ち前の命中精度でメノーファの小さな弱点を見事に撃ち抜いた。なお、第35話では旧GUTS隊員のシンジョウが操縦し、ジオモスと戦った。ヒビキとカリヤ、ナカジマが操縦したこともあるが、基本的にはアスカ機である。
最終決戦でもアスカが搭乗。コクピットから一筋の光となってダイナが飛び出す印象的な場面がある。グランスフィア撃破後、ブラックホールに飲まれたアスカはこの機体に乗って、プラズマ百式に乗る父とともに、光に向かって飛んでいった。
本作品の20年後を描いたOV作品『ウルトラマンティガ外伝 古代に蘇る巨人』では量産され訓練機・アルファスペリオル5号として使われており、同作の主人公であるネオスーパーGUTSの訓練生のマドカ・ツバサが操縦していた。
- デザインモチーフはアルファベットの「U」と『ウルトラマン』のジェットビートル。スパークボンバーはデザイン画では左右に機首が割れて後方にスライドするギミックが描かれていた。イーグルスペリオルは、過去の作品が後部が変更していたのに対して、フロント部分が変化するというコンセプトとなった。

コネリー07（ゼロセブン）
2基の静粛性の高いローターによって垂直離着陸が可能なほか、乱気流の中やビルとビルの間などのあらゆる地形の気流に対応した安定した飛行が可能なホバー噴射式の特殊捜索救助艇。主にコンテナの輸送や消火活動、怪獣の特徴や生態、弱点の調査に使われる。TPC隊員にも配備されており、こちらはスーパーGUTSのものとは異なる塗装がされている。レーゼンビー砲や瞬間消火弾（ダルトンボム）、威嚇用のレーザー砲（ムーアキャノン）を装備しているが、戦闘用の機体でないため、ガッツイーグルのものと比べると威力が限定的である。
放送当時に発売された玩具ではガッツイーグルγ号を分離させた状態のα号・β号と合体可能になっていたが、本編では合体していない。
- デザインモチーフはアルファベットの「B」。
- 機体名や武装の名称はジェームズ・ボンドを演じた俳優たち（ショーン・コネリー他）の名前からとられており、これを受けて「コネリー07はイギリス製ではないか？」という指摘がなされたこともある。

プラズマ百式
ネオマキシマ航法の次世代航法ゼロドライブ航法（宇宙を「秒速30万キロメートル＝光の速さ」の臨界速度で飛ぶ）の実験機二号機。
かつてアスカ・カズマがパイロットとして乗っていた。10年前に臨界速度に達したことでカズマと共に行方知れずになっていたが、半年前に冥王星付近で機体のみが発見され、ガロワに保管されていた。ゼロドライブ計画復活のためアスカがテストパイロットとして搭乗した。あくまでも実験機だがファイナルメガランチャーを搭載することができ、地球に迫る彗星を太陽系の外で破壊した。
機体スペースには余計なものは省きゼロドライブに全てを注力してほしいというカズマの主張により、ガッツイーグルと違って安全装置の類が一切搭載されていない。
アスカが搭乗した際のテスト成功によりゼロドライブ計画は飛躍的に進展した。
スノーホワイト改
前作に登場したスノーホワイトの改良機で、プラズマ百式の飛行実験の随伴機で、ミシナがカズマに随伴して現場での観測を担当していた。高速性能に優れているが、最高速度や武装の有無は不明。
- ミニチュアはスノーホワイトのリペイント。

ガッツシャドー
ゴンドウ参謀が組織した警備局ブラックバスター隊の隊員が乗るガッツウイング1号の改良型戦闘機で、内部機構が一新され、周囲の景色に合わせて機体色を変化させる高いステルス機能や特殊コーティングによる光学迷彩機能、電磁ネットなどを装備し、ガッツイーグル以上の戦闘能力を持つ。最高速度は不明だが、ネオマキシマ航法を使える。武器は偏曲マキシマビームで、その威力はクローン怪獣程度なら一発で倒すほど強力。ナカジマ曰く「型は旧式でも性能は最新」とのこと。通称「見えない戦闘機」。
第49話ではアスカのガッツイーグルαスペリオルとリョウのガッツイーグルγを拿捕して、火星基地へと運んだ。その後、ゼルガノイド迎撃に出撃した際、全機撃墜され損失。唯一無事だった最後の一機もサエキ・レイカからリョウに託されたが、ガニメデでネオガイガレードに素手で掴まれたダメージからか飛行不能になったようで、パイロットのリョウのみダイナに救出された。
- ミニチュアはガッツウイング1号のリペイント。隊員服は『ティガ』のハヤテの衣装の色替え。

パッションレッド
TPC南アメリカ支部の高速戦闘機。その名の通り赤系統の統一色で各機体が塗装され、宇宙でも運用可能。最初の登場はデキサドル追跡時で、2機出撃したが双方撃墜された。その後人工太陽試験機NSPカンパネラ撃墜のため一個小隊が8機出撃したが、レイキュバスによって全機撃墜された。
- 『円谷プロ図録』では、ミニチュアはF-14トムキャットのプラモデル改造ではないかと推測している。

グリーンホーネット
TPC極東支部の警務局が使用するヘリコプター。登場した機体のコードナンバーは「TPC03」で、地球に墜落した未確認飛行物体（クレア星雲人シオンの円盤）を発見し、回収班に連絡した。

#### 車両・その他
ゼレット（マシンゼレット）
主にパトロールや捜査、地上戦闘に使われるスポーツカータイプの高性能の特殊自動車。武器はルーフの強力なエネルギービームを発射する2門の高射砲ゼラリアン砲で、電磁バリア展開装置や万能レーダー、高性能通信機や小型コンピューターも搭載する。そのため、巨大化したエイリアンや怪獣とも戦えるが、火力は倒しきれるほどではない。ベース車両はホンダ・プレリュード。第19話ではアンチプラズマ弾を使っている。
- デザインモチーフはアルファベットの「V」。

ボッパー（マシンボッパー）
4WDタイプの特殊車両。ゼレットより速度は劣るが、砂地や岩場など、いかなる荒れ地も完全走破が可能で、装甲が施された防御力の高い頑丈な車体で怪獣の放つ火球による大爆発などの衝撃にも耐えうる。車体上部に強烈な破壊力を誇るビーム弾バウンティ砲を発射する砲塔2門を搭載。このほかに小型コンピューターや探査用のレーダー、高性能通信機を装備している。ベース車両はホンダ・CR-V。
- デザインモチーフはアルファベットの「D」。

ガッツディグ
ナカジマが設計・開発した月面地下でも活動できる気密性の高い4人乗りの地底攻撃用タンク。地上探査機能に優れ、前部の特殊合金製の大型ドリルスピンドラーから高熱を発して周囲を熱してあらゆる岩盤を粉砕して掘り進む。武器はスピンドリラーから放つ緑色レーザーアトミックサンダー。ガッツイーグルα号・β号と合体可能。
GUTSのピーパーのデータを基に開発され、外壁の耐衝撃・耐熱機能が強化されている。
第21話でソドム襲来の際にも使用が検討されたが、高熱で格納庫のハッチが動かなくなっていた上に、本機もボンネットで目玉焼きが焼けるほど高温化していたため使用不可と判断された。目的地まではガッツマリンと同様、γ号を分離させたガッツイーグルに懸架、運搬される。第43話では輸送コンテナに格納された状態でコネリー07に空輸されている。
設定上においては機体の先端部分を後部手前に折り畳んだ状態の「Zモード」と呼ばれる地中突入用の形態に変形出来るともされるが、劇中未使用。
『ウルトラマンAGE Vol.3』（辰巳出版）86-88頁では、「全幅；約73.1メートル、全高：約2.6メートル」と推測している。
- デザインモチーフはアルファベットの「I」。

ガッツマリン
海中での救助活動や調査、戦闘などに使われる青い万能潜航艇。武器は船首下部左右にある砲門から発射する青色レーザーハイパワーブルーレーザーと水中ミサイル（ブレイクシャーク）で、誘導ミサイルには人が乗れる程度のスペースがあり、第26話ではマイが搭乗。γ号と分離状態のガッツイーグルと合体可能。耐圧シールドを装備しているため、かなりの深海まで潜ることが可能。
また、必要に応じて船体両脇にある前方に展開する2本の高性能マニピュレーター付き大型アームも使えるとされる（劇中未使用）。
目的地まではガッツディグと同様γ号を分離させた状態のガッツイーグルに懸架、運搬される。
- デザインモチーフはアルファベットの「E」。

クラーコフNF-3000
空・陸・海・宇宙空間の全てに対応するネオフロンティア時代の象徴ともいうべき大型移動ベース。
第6話で初登場。サテライト司令室の4本の可動式の脚（セクト）を伸ばして自力航行し、静止状態は折り畳んで移動基地になる。その多くは宇宙に配置されており、大規模な研究・実験を行う研究施設や地球の周囲を警戒する移動基地、有事の際には臨時の司令部として使われ、ネオマキシマ砲を装備できる。第25話でスヒュームに機能を乗っ取られて南極の海底に沈んだり、第35話では機体の一部がスフィアに取り付かれて怪獣化したり、第44話にはグライキスに深手を負わされている。第42話のアスカの夢の中では複数建造されており、3隻登場した。
ネオマキシマ砲以外にはギューベルン砲という熱線や、迎撃レーザーと呼ばれる通常のレーザーや追尾式ミサイルで武装している。また、誘導電波で人工太陽試験機NSPカンパネラをコントロールすることも可能。
- デザインモチーフはアルファベットの「X」。
- 最終章三部作ではここでのシーンが重要になってくるのと次作『ガイア』用の建て込みの関係から司令室よりも後の撮影スケジュールとなっている。

テライ式熱線砲車
市街での対怪獣戦を考慮して製作された熱線砲車で、荷台の熱線砲から怪獣を焼き尽くすほどの高熱線を放つ。
レーザーワイヤー
ワイヤー状のレーザーを発射し、目標を捕まえて動きを封じる装備。対グロッシーナ戦で2基使い、リョウ、ナカジマ、TPC一般隊員1人ずつの合計4名で操作した。一度は動きを封じることに成功したが引き千切られてしまい、グロッシーナの光弾で破壊された。
ファイナルメガランチャー
第29話に登場した各基地・ステーションに配備された巨大隕石を爆破するための防衛用ミサイル兵器。プラズマ百式やコスモアタッカーなどに搭載することもできる。凄まじい威力を持ち、地球に飛来する直径200キロメートルの小惑星を一撃で破壊した。34話では本部基地に迫るバゾブに一時使用を検討。50話ではコスモアタッカー部隊が搭載するが、グランスフィアへの攻撃開始寸前に大重力に捕らわれ全滅、未使用に終わる。
ガッツスコーピオン
陸戦用戦闘装甲車。荷台にある熱線砲からハードスティンガーと呼ばれる高熱線を放つ。
ネオドリルビーム
地上に設置して、地中を掘削して地底に潜っている目標を攻撃することができる大口径レーザー兵器。ゴルザIIに使ってダメージを与えたが倒すには至らず、地割れに巻き込まれてしまった。

電脳巨艦プロメテウス
地球防衛の要としてTPCクリオモス島の兵器工場にてキサラギとゴンドウを中心に開発された巨大戦艦。専用カプセルに入った優秀な戦士の思考データを読み取ってメインコンピューターにインプットする機能を持ち、有事の際には無人での動作が可能で、宇宙空間ではネオマキシマ航法で航行する。武装は、艦体各所に備わった機関砲と機首下部の最大の兵器ネオマキシマ砲。モネラ星人に奪われ、デスフェイサーに変形してしまった。
- ミニチュアは『ウルトラマンゼアス2 超人大戦・光と影』のスカイシャークの改造。

宇宙海賊船 曙丸
第42話に登場したキャプテン・ムナカタの宇宙海賊船。『ティガ』に登場したアートデッセイ号そのもので、どくろの装飾があるくらいの違いしかない。アスカの夢オチストーリーであるため、夢の中にしか存在しないものと思われる。詳細は『ティガ』の同項目を参照。
マウンテンガリバー5号

人造ウルトラマン・テラノイド

## キャスト

### レギュラー・準レギュラー
アスカとリョウ役は、オーディションによって選ばれ、ヒビキ役の木之本はそのキャラクターイメージからオファーをし、マイ役の山田は前年に放送されていた『ムーンスパイラル』に出演していたことと山田の弟がウルトラマンが好きであったことから、布川も同様にウルトラマンが好きであったことから山田とともに円谷一夫の推薦によるもの、小野寺と加瀬は通常のキャスティング方式によるオファーであったという。
- アスカ：つるの剛士
- ヒビキ：木之元亮
- コウダ：布川敏和
- リョウ：斉藤りさ
- カリヤ：加瀬尊朗
- ナカジマ：小野寺丈
- マイ：山田まりや
- フカミ・コウキ：天田俊明
- ミヤタ・セイジ：円谷浩
- ゴンドウ・キハチ：亀山忍
- シイナ・サエコ：前沢保美
- アスカ・カズマ：隆大介（友情出演）
- ミシナ・マサミ：エド山口
- シンジョウ・マユミ：石橋けい
- イルマ・メグミ：高樹澪[注釈 42]
- ムナカタ・セイイチ：大滝明利
- シンジョウ・テツオ：影丸茂樹
- ホリイ・マサミ：増田由紀夫
- マドカ・レナ：吉本多香美
- アスカ・シン（少年時代）：松崎駿司
- ナレーター：真地勇志

### ゲスト
- フドウ・タケル：菊池隆則（1,2,39話）[注釈 43]
- TPC火星基地主任：久慈大志（1話）
- ZERO訓練生：阿部能丸、浅子真一郎（1話）
- アナウンサー：千葉茂（2話）
- TPC隊員：堀田智之、水野友広（2話）
- タチバナ社長：三田村賢二（4話）
- 秘書・ユキナ：岡千絵（4話）
- ジオシティ技術者：吉満涼太（4話）
- ジオフロント社プレス発表会司会者：中川理映子（4話）
- タカガワ記者：河合隆司（4話）
- 記者：東健太郎[注釈 44]、小川智子（4話）
- ヒムロ・ユウサク：松下一矢（5話）
- スポーツ記者：柚木佑美（5話）
- ハドス：デビット・ライアン（5話）
- メジャーリーガー：コーナー・シーツ、ウェイン・ドスター（5話）
- ビル警備員：二家本辰巳（6,46話）
- クラーコフ隊員：権藤俊輔、中村浩二（6話）
- ダイス星人：森聖二（7話）
- 吉村由香（ヨシムラ・ユカ）、ダイス星人の娘：山下未来（7話）
- カトレア学園園長：谷田川さほ（7話）
- D2研究室職員：清水義人、中村良平（7話）
- 乙吉老人：柳谷寛（8話）
- ムスタファ・アリ博士：マジド・シャイエステ（8話）
- 駐在：丸山秀也（8話）
- 村人：新本芳一、伊藤真知子、門脇三郎、戸川暁子、成瀬労、久木念（8話）
- 乙吉の孫：吉良涼輔（8話）
- 少女：熊本野映（9話）
- 発電基地職員：阿部渡（9話）
- 警備員：金井節（9話）
- アキヅキ博士：小寺大介（10話）
- アキヅキ・ショウコ：菅野美寿紀（10話）
- アキヅキ・キヨミ：花悠子（10話）
- 少年：徳久倫康（10話）
- パッションレッド隊員：ニコラス・ウィルソン（10話）
- 老紳士：村上冬樹（12話）
- 老婦人：三田登喜子（12話）
- 少年：金澤匠、上田大樹（12話）
- 作業員：浅香進（12話）
- ミジー星人：桜金造（ミジー・ドルチェンコ）、佐藤信一（ミジー・ウドチェンコ）、中島修（ミジー・カマチェンコ）（13,30話）
- 遠藤武：渋谷泰蔵（13話）
- 武の母：川俣しのぶ（13話）
- 研究員：佐藤佑介（シマダ）、所博昭（イガラシ）、道又隆成（ニシ）（14話）
- TPC警備員：田口主将、わきさか佳孝、福田和明、秋草涼、金光大輔、桑原史哲（14話）
- クレア星雲人シオン：宍戸マサル（15話）
- TPC医師：岡崎宏（15話）
- TPCグリーンホーネット隊員：彌吉健生（15話）
- オオトモ博士：宮沢彰（16,39話）[注釈 43]
- ヤマザキ・ヒロユキ：渡祐志（16,39話）
- 主婦：麻生かづこ（17話）
- ニュースキャスター：高畑信之（18話）
- 青年：戸部弘次（17話）
- 犬を連れた少年：大場俊輔（17話）
- ニュースキャスター：高畑信之（17話）
- ホンジョウ・エリカ：今村理恵（18話）
- クノ・ミズキ：重光絵美（18話）
- ヒロカワ・ユウキ：つぐみ（18話）
- 聖南女子学園学園長：津島令子（18話）
- ナガセ・サヤ：田口しおり（18話）
- 女子高生：井村翔子（18話）
- 若い男：下出丞一（18話）
- 水泳部の先輩・アキホ：生井理恵（18話）
- サヤカ：田中彩佳（19・40話）
- 青木拓磨（アオキ・タクマ）：青木拓磨（19話）
- 青木治親（アオキ・ハルチカ）：青木治親（19話）
- 青木圀衛（アオキ・クニエ）：青木圀衛（19話）
- 悟の母：石井めぐみ（20話）
- 岸悟：崎本大海（20話）
- 悟の父（遺影）：倉持武弘 （20話）[注釈 45]
- 酒屋の主人：相馬剛三（20話）
- 辰雄（たっちゃん）：豊永利行（20話）
- 実（みのっち）：山田孝穂（20話）
- みのっちの父：渡会良（20話）
- TPC隊員：仁藤明彦（21話）
- 綾野塔子：片桐はいり（22話）
- 綾野の助手：石田晃一（22話）
- 作業員：池中深、城戸光晴、関根雅人、弓削玄基（22話）
- フジクラ隊員：和田圭市（23話）
- 海底研究基地トライトンJ2一般隊員：神谷貴文、羽柴誠（23話）
- チーフ・コマツ：うえだ峻（24話）
- 研究員：相澤一成（トミタ）、秋吉砂喜子、加藤宏章（24話）
- 釣り人：尾井治安（24話）
- レポーター・水谷順子：山口恵美（24話）
- エジリ博士：友金敏雄（25,26話）
- ハラシマ職員：志村知幸（25,26話）
- ハラシマ・サオリ：山田千晴（25,26話）
- ハラシマの妻：山口十子（25,26話）
- TPC隊員：加藤智明（25,26話）
- アナウンサー：中村香奈（25話）
- コミヤ職員：豊泉由樹緒（25話）
- サワキ職員：外山謙介（25話）
- TPC隊員：桑原史哲、井上宗、山城豊、山崎正裕、喜友名竜樹（25話）
- パッションレッド小隊長：クレメント・アダムソン（26話）
- チェーン星人レフト（明智正輝）・ライト（豪田）：渡洋史（27話）
- 太一：金井勇太（27話）
- 少年：馬場省吾、蓮見航、北村正博、荘田優志、池上央将（27話）
- 少女：小高奈月、坂田麻衣子（27話）
- キッズコミュティ職員：藤田典子（27話）
- レポータ・アスカ：村田美代子（27話）
- ソウ：亜崎研二（28話）
- リン：翠玲（28話）
- ウルトニウム開発チームメンバー：アオシャド・ベイク、アペジン・モハメッド、グナワルデン、ナセシリ・アブラハム、メクダシ・カリル（28話）
- ダイモン・リュウゾウ班長：橋本功（29話）
- トクガワ・ヘイスケ副長：野上正義（29話）
- オペレーター：高橋大祐、平野克彦（29話）
- 三上秀男：見栄晴（30話）
- プロデューサー：久保新二（30話）
- 大家：五木元（30話）
- アナウンサー：石浜加奈恵（30話）
- アパート住人：ホセイン・アブドゥル、ポップ、ローズマリー・ジョルダン（30話）
- スタッフ：渋谷浩康（30話）[注釈 45]
- 監督：石井てるよし（30話）[注釈 45]
- グレゴール人：宮坂ひろし（31話）
- クドウ・ナツミ：藤原まゆか（31話）
- TVゲームの男：北浦嗣巳（31話）[注釈 45]
- ハスミ・カオル記者：渋谷哲平（33話）
- ヒビキ・ソノカ：山口あゆみ（33話）
- ショウ：小山裕達（33話）
- 捨て猫：ステラ（33話）
- サワイ・ソウイチロウ顧問：川地民夫（友情出演 / 33,51話[注釈 46]）
- ヨシオカ・テツジ警務局長官：岡部健[注釈 47]（33話）
- オノダ・タケヒコ：大谷朗[注釈 47]（33話）
- ハスミの妻：小牧かやの（33話）
- ハスミの娘：山本愛星（33話）
- ジャズバー・マスター：村石宏實（33話）[注釈 45]
- バーの客：小中和哉（33話）[注釈 45]
- ヘリオ発電所技師：伴大介（34話）
- ヒノダ所長：佐藤仁哉（35,36話）
- ホリイ・ツグム：西川弘規（35,36話）
- ホリイ・ミライ：高野水月（35,36話）
- KCBアナウンサー：北澤咲弥花（35話）
- PWI職員：北岡久貴（35話）
- ホリイ・ミチル：早勢美里（35,36話）
- 大阪の市民：村石宏實（35話）[注釈 45]
- ナハラ・マサユキ支部長：タケ・ウケタ（36,42話）
- ホリイ・マサル：山内勉（36話）
- 母親：木上美香（36話）
- KCBスタッフ：藤本幸広（36話）
- KCBカメラマン：菊地聡（36話）
- 西岡（ニシオカ）：保積ペペ（37話）
- 西岡の助手：小川はるみ（37話）
- 依頼人：青島健介（37話）
- DTNアナウンサー：阿南敦子（37話）
- 住民：室町雅也、根上彩、森英二、西沢智治、吉行由実、関口由香（37話）
- 柳瀬（センセー）：寺田農（37話）
- 鳴海浩也（ナルミ・ヒロヤ）：清水綋治（38話）
- カスパー・ハウザー（鳴海の執事）：堀内正美（38話）
- 謎の女：小川はるみ（38話）
- 劇団員：阿部能丸、石橋真、加藤礼次朗、神北隼人、河崎実、後藤博子、原幸子、森野達弥（38話）
- マスコットキャラクター：ちな坊（38話）
- フドウ・ケンジ：吉田友紀（39話）
- 神保紀子：板谷祐三子（40話）
- 青木：新田純一（40話）
- 紀子の父、村人：峰祐介（40話）
- 村人：高橋亮、谷門進士、三宅重信（40話）
- 茜：井上知香（41話）
- 朝倉船長：辰馬伸（41話）
- トキ：相ヶ瀬龍史（41話）
- 真司：佐藤亮太（41話）
- ガゼル号・春川機関士：竹之内啓喜（41話）
- クリムゾンドラゴン小隊長：鈴木理香子（41話）
- 子ども達：来間美加子、塩沢大樹、中林大樹、渡辺千晴（41話）
- キティ小隊隊員：鈴木みさと（42話）
- 宇宙海賊：清水一彦、中村浩二、三村幸司、三宅敏夫（42話）[注釈 48]
- ハルナ：山口リエ / 少女時代：小野寺華那（43話）
- ワシズ隊員：加藤照男（43話）
- 孤児施設職員：足立建夫（43話）
- 孤児院の少年：佐藤雄太、渋谷謙人、濱田裕平（43話）
- TPC隊員：江戸松徹、尾山ほうめい（43話）
- ムカイ班長：きくち英一（43話）
- マーク浅川：マイケル富岡（44話）
- チュラサ：ミッシェル・ガゼピス（45話）
- ヒラオ・テルヒサ：右田昌万 / 少年時代：二見史龍（46話）
- ユミムラ・リョウ（少女時代）：岡村英梨（46話）
- ゲンタ：大金雄二（46話）
- 子供：伊藤栄治、佐藤可奈子、佐野憲彦（46話）
- アベック：今泉吉孝、今泉敦子（46話）
- ミドリカワ・ヒロキ：山田裕喜（47話）
- ムサシ・ホウサク：赤井英和（特別出演 / 48話）
- ムサシ・ヒサコ：いとうまい子（48話）
- スミダガワ社長：横山あきお（48話）
- キオイ課長：小林すすむ（48話）
- OL：ペコちゃん（48話）
- イシダ：神崎丞太郎（48話）
- ムサシ・ナミ：平井みき（48話）
- ハヤテ・シン：京本政樹（特別友情出演 / 48話）
- サエキ・レイカ：水島かおり（49,50話）
- ブラックバスター隊員：富田昌則、松末博行、北原裕次（49話）
- マドカ・ダイゴ：長野博（特別出演 / V6 / 50,51話）
- ヤズミ・ジュン：古屋暢一（50話）
- マドカ・ヒカリ：金森みずほ（50,51話）
- コスモアタッカー部隊隊長：阿部能丸（50話）
- キサラギ・ルイ：杉本彩（50話）
- TPC通信隊員：加藤智明（51話）

### 声の出演
- フォーガス（本体）：河島順子（6話）
- ハネジロー：河島順子（11 - 47話）
- 怪盗ヒマラ：青野武（12話）
- シルバック星人：佐藤正治（17話）
- ビシュメル：佐藤正治（18話）
- 姑獲鳥：河島順子（19話）
- スヒューム：山田千晴（25,26話）
- ゲーム音声、テレビのナレーター：堀川亮（27話）
- ラブモス：高戸靖広（32話）
- 堀井真吾（33話）
- ミッシェル・ガゼピス（33話）
- スフィア （35,44,49話）、グランスフィア（50,51話）：達依久子
- ロックランドのアナウンス：北岡久貴（39話）
- レギュラン星人ヅウォーカァ将軍：桑原たけし（42話）
- ガッツイーグル発進アナウンス：掛川裕彦、平野正人、津賀有子（42話）
- チュラサ：山崎和佳奈（45話）
- ファビラス星人：石井浩、三宅敏夫（47話）
- チャダビン星人：遠藤守哉（48話）

### スーツアクター
※参考文献：『テレビマガジン特別編集ウルトラマンダイナ』（講談社・1998年）
中村と権藤は、『ウルトラマンティガ』の終了後は現場を去る予定であったが、なし崩し的に本作品に続投することとなったため、他の仕事もしたいことから、『ティガ』のオーディションにも参加していた中村が呼び込まれた。
また、『ティガ』第19、20話の撮影時に中村が吊られるシーンの撮影中に転落する事故が発生したため、それ以降や本作品での吊られるシーンのほとんどは中村よりも軽い権藤が担当している。
ウルトラマンダイナのスーツアクターを務めた清水一哉は、第4話の撮影中にミニトランポリンで転落して左肘を骨折して1か月ほど降板し、第9話から復帰した。また、権藤が次回作『ガイア』に出演することから終盤は中村と清水の二人で担当したという。
- ウルトラマンダイナ（フラッシュ、ミラクル）[41]：権藤俊輔
- ウルトラマンダイナ（フラッシュ、ストロング）[41]：中村浩二
- ウルトラマンダイナ（4,9 - 51 / フラッシュ、ミラクル）[41][51]：清水一彦
- 怪獣：三村幸司、三宅敏夫、岡野弘之、森英二、西沢智治、桑原史哲、山城豊、角秀一、北原裕次、松栄隆、北岡久貴ほか
- ディゴン：金光大輔、秋草涼、福田和明（25,26話）
- チェーン星人：関貴之進（レフト）、武安剛（ライト）（27話）
- ギガンテス（メス）：鈴木理香子（28話）
- ニセウルトラマンダイナ[51]：清水一彦（31話）
- チャダビン星人：所博昭（48話）
- テラノイド：中村浩二（49話）

## スタッフ
メイン監督は、『ティガ』を担当していた松原信吾が候補に挙がったが、スケジュールが合わずに断念することとなり、最終的に『ウルトラマンゼアス2』を担当していた小中和哉が担当することとなった。
- 製作 - 円谷一夫
- 監修 - 高野宏一
- 企画 - 笈田雅人、丸谷嘉彦、大野実
- プロデューサー - 小山信行、諸冨洋史、位下博一、高城一典
- 監督 - 小中和哉、石井てるよし、原田昌樹、村石宏實、北浦嗣巳、小林義明、児玉高志、川崎郷太、服部光則、実相寺昭雄、高野敏幸
- 特技監督 - 大岡新一、佐川和夫、北浦嗣己、村石宏實、満留浩昌、原田昌樹、服部光則、川崎郷太、高野敏幸
- 脚本 - 長谷川圭一、吉田伸、右田昌万、古怒田健志、武上純希、川上英幸、太田愛、大西信介、増田貴彦、村井さだゆき、六本木学、川崎郷太、上原正三
- 原案 - 円谷一夫（19話、46話）、満留浩昌（43話）、京本政樹（48話）
- シリーズ構成 - 江藤直行
- 音楽 - 矢野立美
- 音楽プロデューサー - 玉川静
- 音楽制作 - ユーメックス、円谷ミュージック
- 撮影（本編） - 石渡均、倉持武弘
- 撮影（特撮） - 高橋義仁、高橋創
- 照明（本編） - 佐藤才輔
- 照明（特撮） - 高野和男、和泉正克
- 美術（本編） - 山口修、内田哲也
- 美術（特撮） - 寺井雄二、高橋勲
- 録音 - 細井正次、楠本龍巳
- 助監督（本編） - 赤尾剛、石川整、岡秀樹、神村正義、黒木浩介、五賀美佳、勝賀瀬重憲、高下守、高野敏幸、張金鐘、八木毅、安原正恭、吉田亮
- 助監督（特撮） - 満留浩昌、菊地雄一、近藤孔明、日暮大幹、伊藤良一、糸柳英郎、佐藤勇一、星川真一郎
- キャスティング - 安藤実
- 編集 - 大橋富代、佐藤裕子
- 擬闘 - 二家本辰巳
- ヒーロー&怪獣キャラクターデザイン - 丸山浩
- メカニカル&アイテムデザイン - プレックス
- イメージボード - 橋爪謙始
- 造形 - 開米プロ
- スクリプター - 堀北昌子、中井妙子、宮腰千代、佐々木禮子、山内薫、南口倫子、黒河内美佳、青木順子、島貫育子、飯塚美穂、阿南玲那、藤掛順子
- 番組宣伝 - 渡辺優子、柴田三穂子、安藤ひと実
- 製作 - 円谷プロダクション、毎日放送、読売広告社

## ネット局
| 放送対象地域  | 放送局             | 系列    | ネット形態 | 備考    |
| ------------- | ------------------ | ------- | ---------- | ------- |
| 近畿広域圏    | 毎日放送           | TBS系列 | 制作局     |         |
| 関東広域圏    | TBS                | TBS系列 | 同時ネット |         |
| 北海道        | 北海道放送         | TBS系列 | 遅れネット |         |
| 青森県        | 青森テレビ         | TBS系列 | 遅れネット |         |
| 岩手県        | IBC岩手放送        | TBS系列 | 同時ネット |         |
| 宮城県        | 東北放送           | TBS系列 | 同時ネット |         |
| 山形県        | テレビユー山形     | TBS系列 | 同時ネット |         |
| 福島県        | テレビユー福島     | TBS系列 | 同時ネット |         |
| 新潟県        | 新潟放送           | TBS系列 | 同時ネット | [ 105 ] |
| 富山県        | チューリップテレビ | TBS系列 | 同時ネット | [ 105 ] |
| 石川県        | 北陸放送           | TBS系列 | 遅れネット | [ 105 ] |
| 山梨県        | テレビ山梨         | TBS系列 | 同時ネット |         |
| 長野県        | 信越放送           | TBS系列 | 遅れネット |         |
| 静岡県        | 静岡放送           | TBS系列 | 遅れネット |         |
| 中京広域圏    | 中部日本放送       | TBS系列 | 遅れネット |         |
| 島根県 鳥取県 | 山陰放送           | TBS系列 | 同時ネット |         |
| 広島県        | 中国放送           | TBS系列 | 遅れネット |         |
| 岡山県 香川県 | 山陽放送           | TBS系列 | 遅れネット |         |
| 愛媛県        | 伊予テレビ         | TBS系列 | 同時ネット |         |
| 高知県        | テレビ高知         | TBS系列 | 同時ネット |         |
| 福岡県        | RKB毎日放送        | TBS系列 | 遅れネット |         |
| 長崎県        | 長崎放送           | TBS系列 | 同時ネット |         |
| 熊本県        | 熊本放送           | TBS系列 | 同時ネット |         |
| 大分県        | 大分放送           | TBS系列 | 同時ネット |         |
| 宮崎県        | 宮崎放送           | TBS系列 | 同時ネット |         |
| 鹿児島県      | 南日本放送         | TBS系列 | 遅れネット |         |
| 沖縄県        | 琉球放送           | TBS系列 | 同時ネット |         |

## 主題歌

### オープニング主題歌
東芝EMIより発売。
「ウルトラマンダイナ」
- 作詞：松井五郎 / 作曲：鈴木キサブロー / 編曲：矢野立美 / 歌：前田達也

第42話ではコーラスなしのカラオケが劇中に使用された。

### エンディング主題歌
エアーズより発売。
「君だけを守りたい」（第1‐26・35・50話）
- 作詞・作曲：高見沢俊彦 / 編曲：井上鑑 / 歌：中島文明

劇中では「世間によく知られている歌」という設定で、第25話と第26話では様々なシーンで登場人物によって歌われている。オリジナル音源は第42話では挿入歌として、後述のDVDビデオ「ウルトラマンダイナスペシャル」に収録されている最終章完全版「ひかりへ」ではエンディングとして使用された。
THE ALFEEのアルバム『Nouvelle Vague』には、セルフカバーの「SAVE YOUR HEART〜君だけを守りたい」が収録されている。また、つるの剛士のカバーアルバム『つるのおと』には、つるの本人によるこの曲のカバーが収録されている。同カバー曲は『大怪獣バトル ウルトラ銀河伝説 THE MOVIE』の予告CMのアスカ編にテレビ放映版限定で流された。
「ULTRA HIGH」（第27‐34・37‐49・51話）
- 作詞・作曲・編曲・歌：LAZY

第36話では挿入歌として使用された。
「Brave Love, TIGA (Instrumental Version)」（第36話）
- 作曲：バーベQ和佐田 / 編曲：福田裕彦

前作のエンディングテーマのカラオケにメロディパートの演奏を被せたもの。

### 挿入歌、イメージソング
「LOVE & PEACE」はエアーズから、それ以外は東芝EMIから発売。いずれもシングルで発売された。
「Take off!! スーパーGUTS」（第1話ほかで使用）
- 作詞：青木久美子 / 作曲・編曲：佐橋俊彦 / 歌：ナイトスキャッツ（ピーカブー、若子内悦郎、MoJo）

「ウルトラマンダイナ」のカップリング曲。当初は音楽担当の矢野立美が担当する予定であったが、多忙のため佐橋が手掛けた。
『ウルトラマン80』以来となる、ワンダバコーラスを採用した楽曲。イントロ部分には「帰ってきたウルトラマン」のファンファーレと全く同じ旋律が使用されている。劇中では原則としてインストゥルメンタル版が使われているが、インスト版のオリジナル音源はコーラスが入らないため、コーラスの部分のみ歌入りに差し替えた形で使われることが多かった。なお、『帰ってきたハネジロー』では歌入りバージョンが使用されている。

「LOVE & PEACE」
- 作詞・作曲：中島文明 / 編曲：中島文明&祐天寺浩美 / 歌：Fumiaki Nakajima with Sara&Rei

「君だけを守りたい」のカップリング曲。実際の作品では未使用。ウルトラシリーズのアルバムに収録されるのは2004年発売の『ウルトラマン 主題歌・挿入歌大全集II』（コロムビアミュージックエンタテインメント）が初となった。

「ミラクルの風になれ」（第9話で使用）
- 作詞：松井五郎 / 作曲：鈴木キサブロー / 編曲：タダミツヒロ / 歌：宮下文一

「ダイナの赤い輝きに」（第24話で使用）
- 作詞：松井五郎 / 作曲：鈴木キサブロー / 編曲：佐橋俊彦 / 歌：石原慎一

「いまこそフラッシュ」（第35話で使用）
- 作詞：松井五郎 / 作曲：鈴木キサブロー / 編曲：矢野立美 / 歌：前田達也

## 放映リスト
- 登場怪獣の詳細については「ウルトラマンダイナの登場怪獣」を参照。
- 第37話を除きエピソードタイトル画面全てに怪獣の名前が併記されている（第37話はエピソードタイトルと登場怪獣の名前が同一のため省略された）。
- 1998年1月3日は放送休止。
- 視聴率はビデオリサーチ調べ（関東地区）[106]

| 話数 | サブタイトル               | 登場怪獣・宇宙人                                                                                       | 脚本                  | 監督         | 特技監督              | 放送日         | 視聴率 |
| ---- | -------------------------- | --- | --------------------- | ------------ | --------------------- | -------------- | ------ |
| 1    | 新たなる光（前編）         | - 宇宙球体 スフィア - 合成獣 ダランビア - 超合成獣 ネオダランビア                                      | 長谷川圭一            | 小中和哉     | 大岡新一              | 1997年 9月6日  | 9.0%   |
| 2    | 新たなる光（後編）         | - 超合成獣 ネオダランビア - 宇宙球体 スフィア - 溶岩合成獣 グラレーン                                  | 長谷川圭一            | 小中和哉     | 大岡新一              | 9月13日        | 7.8%   |
| 3    | 目覚めよアスカ             | - 再生怪獣 グロッシーナ - 宇宙寄生獣 サイクロメトラ                                                    | 吉田伸                | 石井てるよし | 佐川和夫              | 9月20日        | 8.0%   |
| 4    | 決戦! 地中都市             | 肉食地底怪獣 ダイゲルン                                                                                | 右田昌万              | 石井てるよし | 佐川和夫              | 9月27日        | 6.9%   |
| 5    | ウイニングショット         | 変異昆虫 シルドロン                                                                                    | 古怒田健志            | 原田昌樹     | 北浦嗣巳              | 10月4日        | 7.6%   |
| 6    | 地上最大の怪獣             | 菌糸怪獣 フォーガス                                                                                    | 武上純希              | 原田昌樹     | 北浦嗣巳              | 10月11日       | 6.3%   |
| 7    | 箱の中のともだち           | - 凶悪怪獣 ギャビッシュ - 特別捜査官 ダイス星人                                                        | 川上英幸              | 村石宏實     | - 村石宏實 - 満留浩昌 | 10月18日       | 7.6%   |
| 8    | 遥かなるバオーン           | 催眠怪獣 バオーン                                                                                      | 太田愛                | 村石宏實     | 村石宏實              | 10月25日       | 7.6%   |
| 9    | 二千匹の襲撃               | 吸電怪獣 ギアクーダ                                                                                    | 長谷川圭一            | 石井てるよし | 佐川和夫              | 11月1日        | 6.7%   |
| 10   | 禁断の地上絵               | - 高速怪獣 デキサドル - 念力種族 ゼネキンダール人                                                      | 右田昌万              | 石井てるよし | 佐川和夫              | 11月8日        | 7.6%   |
| 11   | 幻の遊星                   | - 破壊獣 モンスアーガー - 迷子珍獣 ハネジロー                                                          | 川上英幸              | 原田昌樹     | 原田昌樹              | 11月15日       | 6.7%   |
| 12   | 怪盗ヒマラ                 | 怪宇宙人 ヒマラ                                                                                        | 太田愛                | 原田昌樹     | 原田昌樹              | 11月22日       | 6.9%   |
| 13   | 怪獣工場                   | - 三面ロボ頭獣 ガラオン - 知略宇宙人 ミジー星人                                                        | 川上英幸              | 北浦嗣巳     | 北浦嗣巳              | 11月29日       | 7.7%   |
| 14   | 月に眠る覇王               | 宇宙帝王ヌアザ星人 イシリス                                                                            | 古怒田健志            | 北浦嗣巳     | 北浦嗣巳              | 12月6日        |        |
| 15   | 優しい標的                 | - 尖兵怪獣 ギャンザー - 諜報宇宙人 クレア星雲人シオン                                                  | 長谷川圭一            | 村石宏實     | 村石宏實              | 12月13日       | 6.5%   |
| 16   | 激闘! 怪獣島               | - ハイパークローン怪獣 ネオザルス - 剛力怪獣 クローンシルバゴン - 変異昆虫 クローンシルドロン          | 川上英幸              | 村石宏實     | 村石宏實              | 12月20日       |        |
| 17   | 幽霊宇宙船                 | - 幽霊船怪獣 ゾンバイユ - ゾンビ怪人 シルバック星人                                                    | 右田昌万              | 石井てるよし | 佐川和夫              | 12月27日       | 5.6%   |
| 18   | 闇を呼ぶ少女たち           | 大魔獣 ビシュメル                                                                                      | 長谷川圭一            | 石井てるよし | 佐川和夫              | 1998年 1月10日 |        |
| 19   | 夢幻の鳥                   | 凶獣 姑獲鳥                                                                                            | 武上純希              | 原田昌樹     | 原田昌樹              | 1月17日        | 7.8%   |
| 20   | 少年宇宙人                 | 瑠璃色宇宙人 ラセスタ星人                                                                              | 太田愛                | 原田昌樹     | 原田昌樹              | 1月24日        | 6.5%   |
| 21   | 発熱怪獣3000度             | 超高熱怪獣 ソドム                                                                                      | 古怒田健志            | 北浦嗣巳     | 北浦嗣巳              | 1月31日        | 7.1%   |
| 22   | ツクヨの兵士               | 妖獣 モズイ                                                                                            | 太田愛                | 北浦嗣巳     | 北浦嗣巳              | 2月7日         |        |
| 23   | 夢のとりで                 | 深海竜 ディプラス                                                                                      | 大西信介              | 小林義明     | 佐川和夫              | 2月14日        | 7.6%   |
| 24   | 湖の吸血鬼                 | - 吸血生命体 マリキュラ - 吸血生命体 小型マリキュラ                                                    | 川上英幸              | 小林義明     | 佐川和夫              | 2月21日        | 6.4%   |
| 25   | 移動要塞浮上せず! （前編） | - 宇宙海獣 レイキュバス - 半魚人兵士 ディゴン - 水棲生命体 スヒューム                                  | 長谷川圭一            | 村石宏實     | 村石宏實              | 2月28日        | 6.7%   |
| 26   | 移動要塞浮上せず! （後編） | - 宇宙海獣 レイキュバス - 半魚人兵士 ディゴン - 水棲生命体 スヒューム                                  | 長谷川圭一            | 村石宏實     | 村石宏實              | 3月7日         | 6.3%   |
| 27   | 怪獣ゲーム                 | - スーパー必殺怪獣 デマゴーグ - 双体宇宙人 チェーン星人（レフト、ライト） - 改造怪獣 グロッシーナII    | 吉田伸                | 児玉高志     | 佐川和夫              | 3月14日        | 5.7%   |
| 28   | 猿人の森                   | 巨大猿人 ギガンテス（雄・雌）                                                                          | 武上純希              | 児玉高志     | 佐川和夫              | 3月21日        | 5.9%   |
| 29   | 運命の光の中で             | 彗星怪獣 ガイガレード                                                                                  | 吉田伸                | 北浦嗣巳     | 北浦嗣巳              | 3月28日        | 5.3%   |
| 30   | 侵略の脚本                 | - 三面ロボ頭獣 ガラオン - 知略宇宙人 ミジー星人 - 特殊戦闘用メカニックモンスター コガラオン            | 川上英幸              | 北浦嗣巳     | 北浦嗣巳              | 4月4日         |        |
| 31   | 死闘! ダイナVSダイナ       | - ニセウルトラマンダイナ - 宇宙格闘士 グレゴール人 - 破壊獣 モンスアーガーII                           | 増田貴彦              | 原田昌樹     | 原田昌樹              | 4月11日        | 7.0%   |
| 32   | 歌う探査ロボット           | - モンスターマシン サタンラブモス - アイドルロボット ラブモス (TM-39)                                  | 右田昌万              | 原田昌樹     | 原田昌樹              | 4月18日        | 6.5%   |
| 33   | 平和の星                   | - 生物兵器 メノーファ - 超悪質宇宙人 ナルチス星人                                                      | 長谷川圭一            | 小中和哉     | 佐川和夫              | 4月25日        | 5.4%   |
| 34   | 決断の時                   | 宇宙スパーク大怪獣 バゾブ                                                                              | 吉田伸                | 小中和哉     | 佐川和夫              | 5月2日         | 6.5%   |
| 35   | 滅びの微笑（前編）         | - 宇宙球体 スフィア - 宇宙合成獣 ジオモス                                                              | 長谷川圭一            | 村石宏實     | 村石宏實              | 5月9日         | 6.3%   |
| 36   | 滅びの微笑（後編）         | - 宇宙合成獣 ジオモス - 超宇宙合成獣 ネオジオモス                                                      | 長谷川圭一            | 村石宏實     | 村石宏實              | 5月16日        | 6.1%   |
| 37   | ユメノカタマリ             | ゴミ塊物 ユメノカタマリ                                                                                | 村井さだゆき          | 服部光則     | 服部光則              | 5月23日        | 5.5%   |
| 38   | 怪獣戯曲                   | バロック怪獣 ブンダー                                                                                  | 村井さだゆき          | 実相寺昭雄   | 佐川和夫              | 5月30日        | 5.6%   |
| 39   | 青春の光と影               | - 肉食地底怪獣 クローンダイゲルン - 異形進化兵 ゾンボーグ兵 - 超異形進化怪獣 ゾンボーグ                | 吉田伸                | 児玉高志     | 佐川和夫              | 6月6日         | 6.7%   |
| 40   | ジャギラの樹               | - 宇宙魔樹 ゴッドジャギラ - ジャギラ星人 - 宇宙植物 ジャギラの樹                                       | 六本木学              | 児玉高志     | 佐川和夫              | 6月13日        | 5.7%   |
| 41   | ぼくたちの地球が見たい     | 宇宙大昆虫 ダイオリウス（成虫&幼虫）                                                                   | 太田愛                | 川崎郷太     | 川崎郷太              | 6月20日        | 5.5%   |
| 42   | うたかたの空夢             | - 悪質宇宙人 レギュラン星人ヅウォーカァ将軍 - MG-0005-RX マウンテンガリバー5号                         | 川崎郷太              | 川崎郷太     | 川崎郷太              | 6月27日        | 5.5%   |
| 43   | あしなが隊長               | 超古代怪獣 ゴルザII                                                                                    | 右田昌万              | 村石宏實     | - 満留浩昌 - 村石宏實 | 7月4日         | 4.9%   |
| 44   | 金星の雪                   | - 灼熱合成獣 グライキス - 宇宙球体 スフィア                                                            | 長谷川圭一            | 村石宏實     | - 満留浩昌 - 村石宏實 | 7月11日        | 5.0%   |
| 45   | チュラサの涙               | - 宇宙超獣 トロンガー - ギガール星・女戦士 チュラサ                                                    | 上原正三              | 高野敏幸     | 高野敏幸              | 7月18日        | 3.8%   |
| 46   | 君を想う力                 | - 恐怖エネルギー魔体 モルヴァイア - 幻影怪獣軍団 - 黒い宇宙植物                                        | 右田昌万              | 原田昌樹     | 原田昌樹              | 7月25日        | 6.2%   |
| 47   | さらばハネジロー           | - 魔石超人 デビルファビラス - 放浪宇宙人 ファビラス星人（A&B）                                         | 川上英幸              | 原田昌樹     | 原田昌樹              | 8月1日         | 4.6%   |
| 48   | ンダモシテX                | - 地底怪獣 モゲドン - 変心宇宙人 チャダビン星人                                                        | - 右田昌万 - 武上純希 | 北浦嗣巳     | 北浦嗣巳              | 8月8日         |        |
| 49   | 最終章I 新たなる影         | - 宇宙球体 スフィア - 超合成獣ネオダランビアII - 人造ウルトラマン テラノイド - 超合成獣人 ゼルガノイド | 長谷川圭一            | 小中和哉     | 大岡新一              | 8月15日        | 4.7%   |
| 50   | 最終章II 太陽系消滅        | - 超合成獣 ネオガイガレード - 暗黒惑星 グランスフィア                                                  | 長谷川圭一            | 小中和哉     | 大岡新一              | 8月22日        | 5.4%   |
| 51   | 最終章III 明日へ…          | - 超合成獣 ネオガイガレード - 暗黒惑星 グランスフィア                                                  | 長谷川圭一            | 小中和哉     | 大岡新一              | 8月29日        | 5.6%   |

## 他媒体展開

### 映像ソフト化
- 1998年1月25日 - 11月25日にVHSが発売（販売元：バンダイビジュアル）。全13巻で各巻4話（13巻のみ3話）を収録。2-3巻ずつ同時発売。提供バックと予告編は未収録。
- 1999年10月25日 - 2000年1月25日にDVDが発売（販売元：バンダイビジュアル）。全13巻で各巻4話（13巻のみ3話）を収録。3-4巻ずつ同時発売。
- 2000年1月25日に49話から51話の未公開シーンを加えた『ウルトラマンダイナ SPECIAL』（VHS・DVD、販売元：バンダイビジュアル）が発売。
- 2007年6月22日発売の『ウルトラマンダイナ メモリアルボックス』（DVD、販売元：バンダイビジュアル）には、テレビシリーズ全話が収録されている。
- 2008年1月25日にテレビ本編の内容を1時間に再編集した「クライマックスストーリーズ ウルトラマンダイナ」が発売。ナレーションはユミムラ・リョウを演じた斉藤りさが担当。劇場版とOVの収録はされていない。
- 2015年9月25日発売の『ウルトラマンダイナ Complete Blu-ray BOX』にはテレビシリーズ全話を始め劇場版『ウルトラマンティガ&ウルトラマンダイナ 光の星の戦士たち』OV『ウルトラマンダイナ 帰ってきたハネジロー』が収録されている。現在の最良の技術でHDアップコンバート。さらにノイズ除去などブラッシュアップを重ねた「HD Remaster2.0V」仕様となっている。

### 映画作品
『ウルトラマンティガ&ウルトラマンダイナ 光の星の戦士たち』
本作品の映画作品。前作からダイゴ、ヤズミを除いたGUTSメンバーが登場し、ガタノゾーア戦を踏まえた展開がみられた。なお、本作品のウルトラマンダイナの声は、テレビ本編と同じくつるのの吹き込んだものではあるが、エフェクトのかけ方が異なっている。

『ウルトラマンティガ・ウルトラマンダイナ&ウルトラマンガイア 超時空の大決戦』
『ウルトラマンガイア』の映画作品。ウルトラマンダイナが登場。

『ウルトラマンティガ THE FINAL ODYSSEY』
前作『ウルトラマンティガ』の映画作品。スーパーGUTS隊員が全員登場。

『新世紀ウルトラマン伝説』
ウルトラマンダイナが登場。他のウルトラ戦士と共に天空魔と戦った。

『新世紀2003ウルトラマン伝説 THE KING'S JUBILEE』
ウルトラマンダイナが登場。ウルトラマンキングの誕生日を他のウルトラ戦士と共に祝福した。

『大決戦!超ウルトラ8兄弟』
本作品の別世界の人物としてコウダとマイを除くスーパーGUTSの面々が登場。
- スーツは新調されている。

『大怪獣バトル ウルトラ銀河伝説 THE MOVIE』
大怪獣バトルシリーズの映画作品。アスカ / ウルトラマンダイナが登場。

『ウルトラマンサーガ』
マイを除いたスーパーGUTSのメンバーが登場。15年が経っているためヒビキがTPC総監、コウダがTPC参謀、リョウが隊長、カリヤが副隊長、ナカジマが科学班主任に昇格している。またラストにリョウたちとは一時的に再会する。

『劇場版 ウルトラマンギンガS 決戦!ウルトラ10勇士!!』
ウルトラマンダイナ本人が登場。今回は『ウルトラマンティガ&ウルトラマンダイナ 光の星の戦士たち』以来、17年ぶりとなるタイプチェンジを使用し、ミラクルタイプにチェンジする。市街地でティガ・ガイアと共にファイブキング（エタルダミー）と戦う。

### テレビシリーズ
『ウルトラマンギンガ』
他のウルトラ戦士たちと怪獣軍団と戦っている際にダーグルギエルのダークスパークにて人形になる場面で登場している。
『ウルトラマンデッカー』
第15話にウルトラマンダイナが登場。

### オリジナルビデオ作品
『ウルトラマンダイナ 帰ってきたハネジロー』
本作品のオリジナルビデオ作品。

### ネットムービー
『ウルトラマンオーブ THE ORIGIN SAGA』
Amazon Prime Videoで配信された『ウルトラマンオーブ』のスピンオフ作品。アスカ / ウルトラマンダイナが登場。
『ウルトラギャラクシーファイト 運命の衝突』
ウルトラマンダイナが登場。

### 小説版
『小説・ウルトラマンダイナ 平和の星・ジ・アザー』
長谷川圭一著。2000年にオークラ出版より刊行され、2019年にオークラ出版文庫より再販。内容は本編33話「平和の星」をアレンジしたもの。
『ある宇宙人のインタビュー』
川上英幸著。1998年に講談社より出版された『テレビマガジン特別編集 ウルトラマンダイナ』に収録。
とある小社取材班が本編第12話、30話に登場したミジー星人たちにインタビューするという内容。第30話に登場した脚本家のミカミ（三上 秀男）らしき人物も終盤に登場している。
『ウルトラマンダイナ 未来へのゼロドライブ』
早川書房より2020年1月23日発売。著者 長谷川圭一、 谷崎あきら。イラスト丸山浩。平成ウルトラシリーズ完全小説化プロジェクト第2弾。ISBN 978-4-15-209913-6。

### 漫画
『ウルトラマンダイナ 英知の彼方』
田巻久雄著。1998年、講談社コミックボンボン新春増刊号掲載。